# Madame du Barry
Pour les articles homonymes, voir Barry.
« Jeanne Du Barry » redirige ici. Pour le film de Maïwenn, voir Jeanne du Barry (film).
Jeanne Bécu, dite aussi Jeanne Bécu de Cantigny ou Jeanne Gomard de Vaubernier, est née le 19 août 1743 à Vaucouleurs ou à Albenga et est morte guillotinée à Paris le 8 décembre 1793. Elle est la dernière favorite du roi Louis XV, entre 1768 et 1774 (et par conséquent la dernière favorite officielle d'un souverain français, les rois et empereurs suivants n'ayant pas désigné de favorite).
Née roturière, elle doit à sa grande beauté d'être devenue une personnalité importante du demi-monde parisien. Plusieurs hommes de la haute noblesse française sont de ses amants et lui apprennent les manières de la cour. Elle a ainsi comme amant le comte du Barry-Cérès, qui souhaite lui faire rencontrer Louis XV, en faire sa maîtresse et profiter des avantages induits. Pour faire entrer la jeune femme dans la noblesse, le comte du Barry-Cérès – lui-même marié – lui fait épouser son frère, le comte Guillaume du Barry. Pour la présenter à la cour et lui permettre d'y évoluer officiellement, le comte lui trouve une « marraine » de haute noblesse (mais désargentée), la comtesse de Béarn. Devenue comtesse du Barry par mariage, elle est connue sous l'appellation de Madame du Barry ou Jeanne du Barry.
Bien que désirant ne pas se mêler de politique, elle se trouve malgré elle au milieu des rivalités qui opposent ses amis, le duc d'Aiguillon et le maréchal-duc de Richelieu, au duc de Choiseul, principal ministre d'État de Louis XV. La comtesse du Barry mène une grande vie à la Cour, appréciée pour son esprit et son mécénat, détestée pour ses origines et pour son statut de maîtresse royale. Cela lui vaudra aussi l'animosité affichée de la jeune dauphine de France Marie-Antoinette d'Autriche, influencée par Mesdames, filles du roi, provoquant une crise politique entre la France et l'Autriche. Des tentatives de réconciliation auront lieu entre les deux femmes, qui toutes échoueront.
Au lendemain de la mort de Louis XV le 10 mai 1774, le nouveau roi Louis XVI l'oblige à quitter la cour. Après un séjour dans une abbaye, elle mène une vie d'exil au château de Louveciennes, gérant son domaine, sa famille et recevant les grands noms de France et d'Europe. Elle y reçoit l'empereur Joseph II du Saint-Empire, frère de la reine Marie-Antoinette, qui la traite avec une affabilité remarquée. Elle y vit une grande histoire d'amour avec le duc de Brissac. Au moment où éclate la Révolution française de 1789, Madame du Barry se montre enthousiaste des réformes nécessaires à la société française. Plutôt insouciante, elle reste en contact avec les Émigrés qui sont en Angleterre, la péninsule italienne, le Saint-Empire.
La comtesse du Barry est un peu oubliée. Le cambriolage de Louveciennes dans la nuit du 10 au 11 janvier 1791 attire l'attention sur elle ; ses bijoux volés sont retrouvés en Angleterre et un procès s'ouvre à Londres. Durant la période de la Terreur, ses traversées de la Manche la rendent suspecte auprès du Comité de Salut public, elle est accusée d'avoir secrètement pris le parti de la contre-révolution. Emprisonnée le 22 septembre 1793 à la prison Sainte-Pélagie, elle est victime d'un procès expéditif où elle se défend mal, et où Antoine Fouquier-Tinville l'accable. Madame du Barry est guillotinée le 8 décembre 1793 sur la place de la Révolution.

## Famille
Jeanne Bécu est la fille illégitime d'Anne Bécu, une couturière lorraine d'environ 30 ans, travaillant au couvent des Picpus de Vaucouleurs, et d'un père à l'identité incertaine. Certaines sources affirment que ce dernier est un moine défroqué du nom de Jean-Baptiste Gomard de Vaubernier, dit Frère Ange, alors que d'autres sources, dont l'historien Emmanuel de Waresquiel et avec plus de certitude, identifient le financier parisien Claude Billard du Monceau, riche payeur des rentes à l'Hôtel de Ville, comme étant son véritable père,.
Jeanne Bécu n'était pas destinée à devenir une dame de qualité. Son arrière-grand-père était Jean Bécu, rôtisseur parisien durant le règne de Louis XIII, et son grand-père Fabien Bécu reprit son office. Fort bel homme, réputé libertin, Fabien Bécu avait épousé Séverine Bonnet, comtesse veuve de Montididier et dame de Cantigny, et se faisait appeler « Bécu de Cantigny » pour le prestige de la particule. L'épouse de Fabien Bécu meurt quelques mois plus tard et il entre dès lors au service de Mademoiselle de Ludres, maîtresse du roi de France Louis XIV entre 1675 et 1678. Il est ensuite officier de bouche au service d'un noble voisin, Monsieur de Rorté. Le 22 décembre 1693 à l'église de Vaucouleurs, il épouse Anne Husson, femme de chambre de la « Belle de Ludres ». Les témoins de ce mariage sont un avocat au Parlement, un maître chirurgien, un huissier audiencier, et un officier de M. de Rorté (ou de Roreté). De cette union naissent trois fils et quatre filles, parmi lesquels :
- Charles (1er mai 1698, Vaucouleurs - 8 janvier 1773, Lunéville), qui se faisait appeler Bécu de Cantigny, valet des ducs de Lorraine, Léopold de Lorraine (grand-père de la reine Marie-Antoinette) puis Stanislas Leczinski[V1 2] (beau-père du roi Louis XV) ;
- Nicolas (5 octobre 1705, Vaucouleurs - 14 mai 1766, Versailles), domestique au service de la duchesse d'Antin[V1 3] ;
- Hélène (15 avril 1708, Vaucouleurs) dite la Belle Hélène, au service de Mme Bignon, épouse du prévôt des marchands de Paris Armand-Jérôme Bignon[V1 2] ;
- Anne (16 avril 1713, Vaucouleurs - 20 octobre 1788, Villiers-sur-Orge), couturière au couvent des Picpus de Vaucouleurs[2], puis cuisinière de la maîtresse du riche financier parisien Claude Billard-Dumonceau[5]. En 1749[6], elle épouse Nicolas Rançon, garde-magasin à Paris au service de Billard-Dumonceau[7], et est la mère de Madame du Barry ;
- Jean-Baptiste, domestique auprès du duc de Gramont[V1 3].

Selon Emmanuel de Waresquiel, Jeanne du Barry aura une fille, le 21 août 1762 à Versailles, qui restera cachée mais dont elle s'occupera et qui aura deux enfants. Cette affirmation reprend un propos du comte d'Allonville dans ses Mémoires en 1838 : « Madame Dubarry avait une fille sans savoir qui en était le père ; elle se contenta de lui donner cent mille francs de dot en la mariant à un pauvre gentilhomme sans naissance, dont le fils est aujourd'hui en Russie sous le nom de marquis de Boissaison ». Ce propos est contesté dans L'Intermédiaire des chercheurs et curieux : « Les mémoires de M. d’Allonville disent à tort que Marie Bécu était la fille de la comtesse du Barry ; elle n’était que sa cousine germaine, fille de Jean-Nicolas Bécu (dit de Cantigny), valet de chambre des duchesses de Boufflers et d’Antin, et de Marie Delaunay. »

## Enfance à Vaucouleurs (1743-1748)
À Paris, Anne Bécu de Cantigny est couturière au couvent des Pénitents réformés du Tiers-Ordre de Saint-François de Picpus, aujourd'hui disparu. Aussi belle et légère que son père, Anne part accoucher discrètement à Vaucouleurs, l'acte de naissance de Jeanne Bécu indique :

« Le dix-neuvième d'août mil sept cent quarante-trois est née et a été baptisée le même jour, Jeanne, fille naturelle d’Anne Bécu, dite Cantigny, et a eu pour parrain, Joseph Demange, et pour marraine, Jeanne Birabin, qui ont signé avec nous. Signé : L. Gabon, vicaire de Vaucouleurs, Joseph Demange, Jeanne Birabin. »

D'après la légende, Jeanne Bécu naît au no 8, rue du Paradis, dans une maison existant encore en 1883. Elle reçoit son prénom de sa marraine conformément à la tradition. Le nom du père est absent, mais une hypothèse veut que ce soit un moine du couvent des Picpus de Vaucouleurs, né Jean-Baptiste Gomard de Vaubernier et appelé en religion « frère Ange ». Lors de son mariage avec le comte Guillaume du Barry en 1768, Jeanne Bécu dira être fille d'un Jean-Jacques Gomard de Vaubernier, parent de frère Ange mais qui est une invention de sa part.
Appelée dans sa jeunesse mademoiselle de Vaubernier ou de Cantigny, Jeanne Bécu passe ses premières années à Vaucouleurs, où naît et est baptisé le 14 février 1747 son frère Claude. Très jolie petite fille, on la surnommait « l'Ange », surnom qui pourrait aussi être une allusion à l'identité de son père. Les Bécu quittent Vaucouleurs pour Paris en compagnie de Roch-Claude Billard-Dumouceaux, un munitionnaire (fournisseur de vivres à l'armée) régulièrement de passage en Lorraine et qui avait été séduit par la beauté d'Anne.

## Jeunesse à Paris (1749-1768)

### Pension au couvent

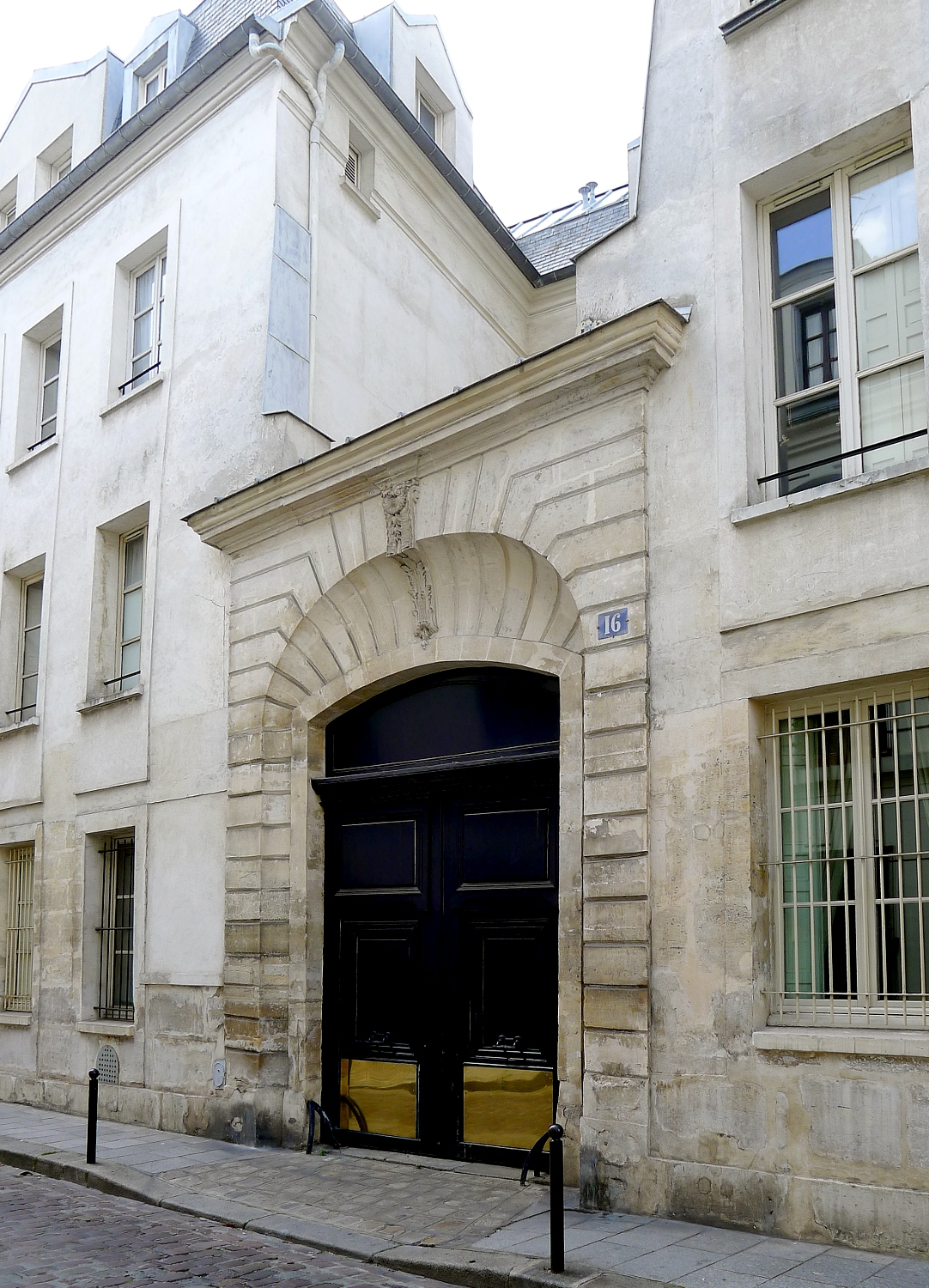
L'ancien couvent en 2011.

Le 19 juillet à l'église Saint-Eustache de Paris, Anne Bécu épouse Nicolas Rançon, un domestique de Billard du Monceau. La jeune Jeanne Bécu côtoie le monde des domestiques, des petits artisans et des marchands auquel appartient sa famille par la naissance, et celle de la noblesse, des nantis et de la haute finance car c'est là qu'elle est employée. En 1750, Mademoiselle de Cantigny est mise en pension chez les dames de Saint-Aure, dans la rue Neuve-Sainte-Geneviève, qui suivent la règle de saint Augustin. On ne sait pas qui motive ce choix : l'abbé de Grandchamp, qui faisait sauter la petite sur ses genoux ; ou son protecteur Billard du Monceau ; peut-être Philippe Bécu, un parent prêtre à Saint-Nicolas des Champs ; ou même son père, le frère Ange, devenu prêtre à l'église Saint-Eustache ?
Très bonne élève, la jeune pensionnaire connaît bien le dessin, l'histoire, le calcul, la musique, la religion, et elle excelle dans l'art et la façon d'écrire mais beaucoup moins dans l'orthographe (comme beaucoup de ses contemporains). Elle garda toute sa vie un souvenir ému de cette éducation et n'oublia jamais les enseignements du couvent, bien que la discipline y ait été très sévère.

### Emplois
Mademoiselle de Cantigny quitte les dames de Saint-Aure vers 1758, extrêmement belle à quinze ans. Sa mère et son beau-père la placent comme apprentie auprès d'un dénommé Lametz, coiffeur pour dames. Après son apprentissage chez lui, Billard-Dumouceaux la place comme lectrice auprès d'une veuve d'un fermier général, Mme de Delay de La Garde, qui tient un salon littéraire. La veuve la congédie en 1760 quand elle est alertée de sa débauche : la jeune fille compte parmi ses amants les deux frères de Mme de Delay de La Garde, hommes mariés et de bonne famille. Devenue mademoiselle Lange en raison de son profil délicat, Jeanne Bécu trouve un emploi de vendeuse rue Neuve-des-Petits-Champs à La Toilette, magasin de mode tenu par la mère d'Adélaïde Labille-Guiard, qui n'est pas encore peintre et avec qui elle noue une solide amitié. La plupart des clients de La Toilette appartiennent à la bonne société parisienne, et viennent lorgner l'éclat et les appas de la vendeuse ; parmi eux, mademoiselle Lange choisit avec soin ses amants.

### Ascension

#### Liaison avec Jean-Baptiste du Barry
Le comte Jean-Baptiste du Barry appartient à une famille du Languedoc, son père était capitaine au régiment d'Île-de-France et chevalier de Saint-Louis, son frère Élie était entré à l'École militaire, ayant pu justifier des quatre quartiers de noblesse exigés par l'établissement. Jean-Baptiste du Barry, dont la légitimité du titre était contestable, avait abandonné son épouse, Catherine Ursule Dalmas de Vernongrèse, et son fils, Adolphe, à Lévignac pour mener une vie d'escroc et de libertin. Monté à Paris pour rétablir sa situation, il est introduit par la marquise de La Caze (une parente) dans les cercles de la noblesse, permettant ainsi à du Barry de devenir fonctionnaire au service des Affaires Étrangères, où il s'enrichit scandaleusement.
Le comte est dans une perpétuelle précarité en raison de son amour des plaisirs terrestres, ce qui lui vaut le surnom de « Roué ». Nicolas Rançon, à qui Billard-Monceaux avait donné la charge de garde-magasin en Corse, fait sa rencontre, du Barry ayant reçu l'adjudication des fournitures pour la Corse. Le comte fait nommer Rançon receveur des gabelles à Fresnay-sur-Sarthe, et fait loger Anne Rançon et sa fille, qui se fait désormais appeler Mademoiselle de Vaubernier, dans sa maison rue de la Jussienne. À dix-neuf ans, la demoiselle a une importante domesticité et son nouvel amant l'emmène aux bals de l'Opéra et de la Comédie italienne, où elle est l'objet de tous les regards. Chez du Barry, elle apprend les manières de la noblesse qu'elle rencontre et des nouveaux amants qui l’entourent en plus de Jean-Baptiste du Barry, suscitant le commentaire suivant dans un rapport de police en 1765 : « Tous nos agréables de haute volée s'empressent autour d'elle ».

#### Rencontre avec Louis XV

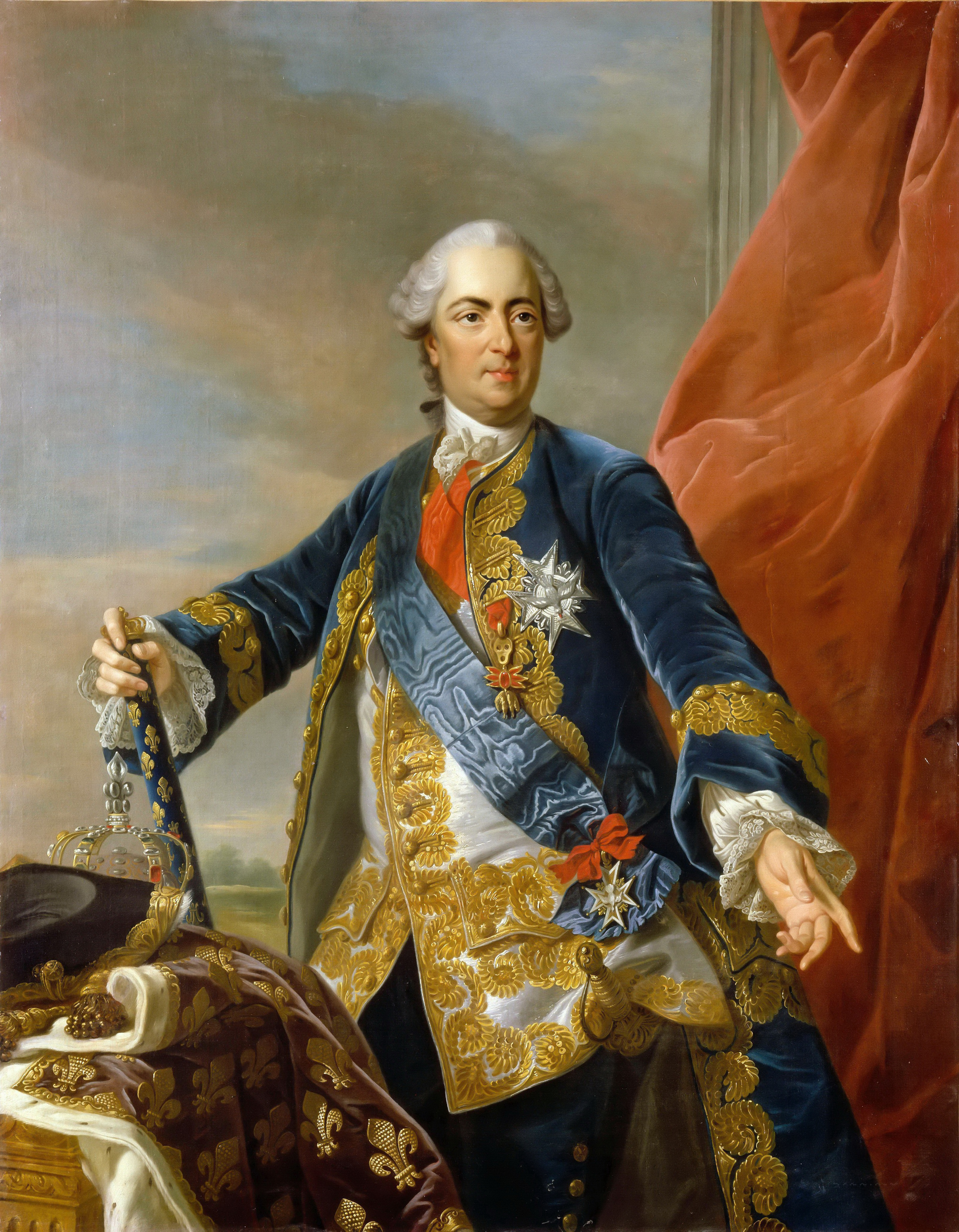
Louis XV peint par l'atelier de Louis-Michel van Loo dans les années 1760.

En 1768, Jean-Baptiste du Barry introduit Mademoiselle de Vaubernier à Versailles, dans l'espoir que le roi Louis XV la remarque, en vain. Le comte avait abandonné et cédé ses fonctions à Anne Rançon, mais le duc de Choiseul, principal ministre d'État, ne reconnut pas cet abandon et supprima l'office sous prétexte d'économies financières. Anne Rançon et sa fille vont ainsi plaider leur cause, Jeanne du Barry faisant plusieurs allers-retours entre Versailles et Paris. Louis XV la remarque durant un de ces voyages et devient son amant au printemps. Prétextant le deuil de la reine Marie Leczinska, morte le 24 juin 1768, le roi se retire à Compiègne où se trouve Mademoiselle de Vaubernier, dont on tait pour le moment l'existence, qui est cependant un secret de Polichinelle.
Bien qu’elle se fasse appeler comtesse du Barry, Mademoiselle de Vaubernier n'en a pas le droit. Il faut donc régulariser sa situation avant son installation et sa présentation officielle à la Cour. Le comte pense d'abord à son fils Adolphe qui vit avec lui à Paris ; mais à quinze ans, il est trop jeune pour la nouvelle maîtresse royale. Jean-Baptiste du Barry propose alors à son frère Guillaume une grosse somme d'argent contre un mariage blanc. Guillaume du Barry accepte, le contrat de mariage est signé le 23 juillet 1768, stipulant une séparation de biens et le règlement de toutes les dépenses du ménage par la future épouse. Leur union est célébrée le 1er septembre 1768 à l'église Saint-Laurent de Paris, et le prêtre présidant la cérémonie n’est autre que Jean-Baptiste Gomard de Vaubernier, le père supposé de la mariée ; Guillaume du Barry rentre chez lui le soir-même.

## La Cour de France (1768-1774)

### Installation à Versailles
Louis XV s'étonnait de la vie sentimentale de Madame du Barry. Une anecdote connue dit que, assez inquiet quant à la réputation de sa nouvelle favorite, le vieux roi demande au maréchal-duc de Noailles : « — Il paraît que je succède à Sainte-Foix ? — Oui, Sire, comme Votre Majesté succède à Pharamond… » répond son sujet.
En décembre 1768, la favorite a ses premiers appartements dans l'Aile du Nord, à la place de Dominique Lebel, premier valet de chambre du roi, qui venait de mourir et que l'Histoire a retenu comme le « rabatteur » de maîtresses royales de Louis XV. Ce premier logement est au rez-de-chaussée, il donne sur la Cour royale du château de Versailles et est à six pièces de la chapelle du château. Par la suite, l'appartement de la comtesse du Barry sera au troisième étage et entièrement rénové pour elle. Comme confidente et amie, la comtesse prend sa belle-sœur Françoise-Claire du Barry, surnommée « Chon », qui écrivait des vers et désirait jouer un rôle de protectrice des Arts et des Lettres comme Madame de Pompadour jadis.

### Présentation à la Cour
Les premiers pamphlets et injures obscènes sont publiés lorsque courtisans et Parisiens réalisent que la relation entre la comtesse et le roi dure depuis plusieurs mois et n’est pas, comme beaucoup d’autres, un amour passager. Pour être plus libre et plus intouchable, Louis XV décide que Madame du Barry doit être officiellement « présentée » à la Cour. Il lui trouve comme chaperon la très endettée comtesse de Béarn, qui accepte en échange de l'acquittement de ses dettes et de la protection de ses deux fils, officiers de la Cavalerie et de la Marine royale. La Gazette de France annonce dans son tirage d'avril 1769 : « Le 22 de ce mois, la comtesse du Barry eut l'honneur d'être présentée au Roi et à la famille royale par la comtesse de Béarn. » Mesdames, filles du roi, veulent le remarier à une autre princesse pour évincer la comtesse, mais Louis XV prétexte toujours le deuil de la reine Marie pour refuser.
L'accueil est extrêmement froid, mais le dauphin de France, Louis-Auguste, est si ébloui par elle qu'il trouve important de noter dans son journal : « Présentation de Madame du Barry ». Cette dernière est inscrite aux honneurs de la Cour alors que ses preuves de noblesse ne remontent pas à 1400, peut paraître à la chapelle — ce qu'elle fait dès le 23 avril, se mettant à la place de Madame de Pompadour —, et aux couverts de Mesdames et du dauphin. Cette présentation ne fait cependant pas taire les médisances sur sa naissance roturière, son extrême beauté et son supposé passé de demi-mondaine.

### Éducation de Zamor

Madame du Barry et son esclave Zamor par J.-B.-A. Gautier-Dagoty (Clark Art Institute, 1775).

En 1769, Louis XV offre à Madame du Barry un petit page de sept ans, Zamor, esclave de couleur né libre au Bengale en 1762, capturé par des marchands britanniques à quatre ans. Le 4 juillet 1772, elle le fait baptiser à Versailles par le père Collignon, sous le nom de Louis-Benoît, ce qui permet de l'affranchir. Elle en fait son filleul, son parrain étant le comte de La Marche, fils du prince de Conti.
En tant que marraine, la comtesse Jeanne du Barry dépense pour lui beaucoup d'argent en fournitures ; elle veille à l'éducation religieuse et profane de son filleul, aussi sut-il très bien compter, lire, écrire et parler français ; il se passionne pour Jean-Jacques Rousseau et l'abbé de Mably.
Selon les personnes ayant connu Zamor, il parlait de la vie à la Cour « en termes amers, disant que, si la belle comtesse l'avait recueilli et élevé, c'était pour faire de lui son jouet ; elle permettait qu'on l'humiliât chez elle ; il y était sans cesse en butte aux railleries et aux insultes des familiers du château. »
En mai 1772, pour rire, Louis XV aurait nommé Zamor, par brevet royal, gouverneur du château et pavillon de Louveciennes, demeure que le roi a offerte à sa favorite ; Zamor aurait perçu 600 livres françaises de rente. Baptiste Capefigue indique que cette preuve existait encore en 1858, mais Charles Vatel ne l'a pas retrouvée en 1883, il doute de son existence et de la véracité de l'anecdote .

### Pion contre le duc de Choiseul

#### Rivalités politiques

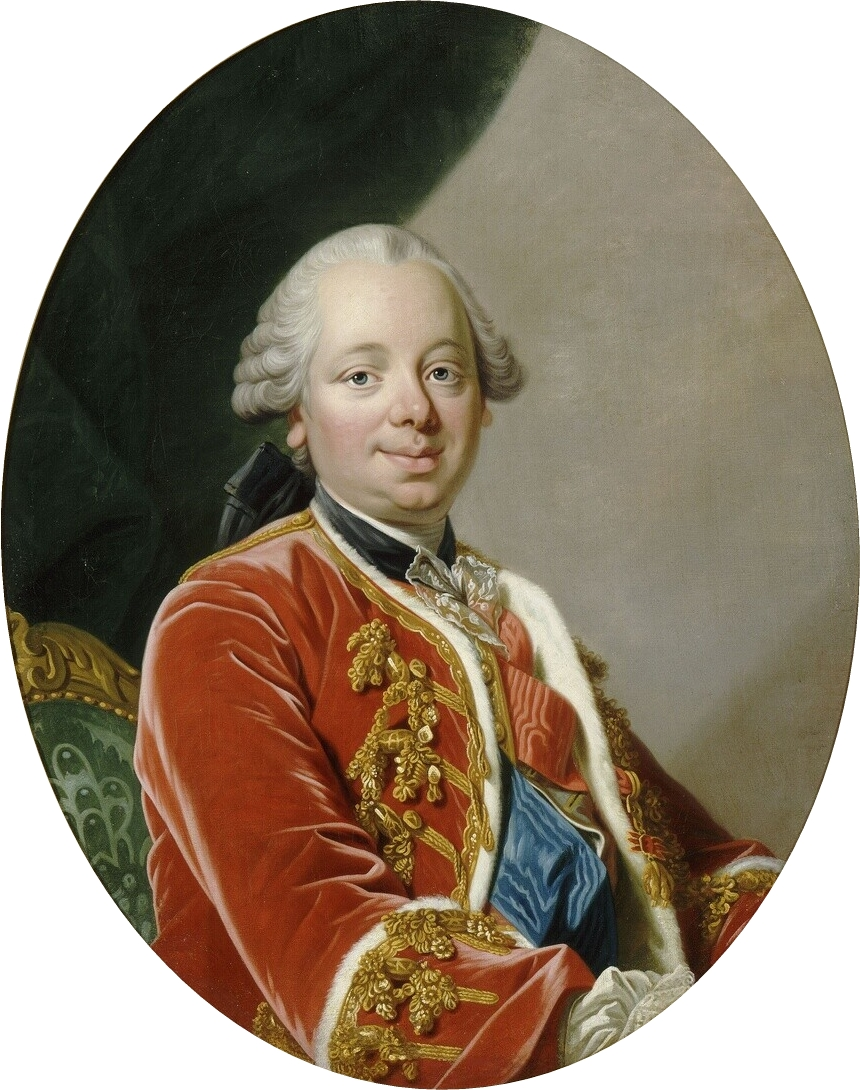
Le duc de Choiseul par Louis Michel van Loo (château de Versailles, 1763).

Bien mieux que la marquise de Pompadour, la comtesse s’adapte à la vie à la Cour qu'elle séduit par son charme, sa gentillesse, son langage pur et ses bonnes manières, apprises auprès de ses amants à Paris et du roi, qui lui donne des conseils à son arrivée à Versailles. Elle lui plaît pour sa beauté et surtout parce qu'elle ne se mêle pas de politique, il trouve en elle un havre de repos ; il vit avec elle une seconde jeunesse, découvrant des plaisirs inconnus. Pourtant, la favorite va être un pion dans les rivalités politiques contre son gré. Le duc de Choiseul, qui est le principal ministre d'État de Louis XV depuis 1758, ne s'est d'abord pas inquiété car il pensait que la passion serait brève. Mais celle-ci durant, l'ancien protégé de Madame de Pompadour sait que la favorite peut devenir dangereuse si elle est manipulée par des intrigants.
Monsieur de Choiseul œuvre en secret pour le mariage entre le dauphin Louis-Auguste et l'archiduchesse Marie-Antoinette d'Autriche, fille de l'impératrice Marie-Thérèse. Il veut resserrer les liens du pacte de famille conclu entre la France et l'Espagne en mettant l'Autriche de leur côté contre l'Angleterre. Cependant, il a le défaut d'avoir laissé beaucoup de liberté aux Parlements, qui s’opposent souvent au roi et à ses réformes, affaiblissant l'autorité royale. Le duc d'Aiguillon, commandant en chef en Bretagne depuis 1753, entre en conflit avec le Parlement de Bretagne en 1762, refusant de lui donner plus de privilège qu'il n’en possède déjà ; le duc de Choiseul prend presqu'ouvertement parti pour le Parlement. De son côté, le maréchal-duc de Richelieu — qui aurait été amant de Madame du Barry durant sa vie parisienne —, premier gentilhomme de la Chambre du Roi et gouverneur de Guyenne, désire entrer au Conseil du roi, mais le principal ministre, usant de son influence, y fait obstacle.
Avertie qu'on cherche à la monter contre lui, Madame du Barry veut bien aider le maréchal-duc de Richelieu par amitié, mais sans se compromettre. Louis XV tente de rapprocher sa concubine et son principal ministre lors d'un souper festif le 25 mars 1769 au château de Bellevue, jadis demeure de Madame de Pompadour, mais le duc reste anxieux tandis que la maîtresse royale fait figure de reine de la soirée. Il continue de s’inquiéter des faveurs accordées à la jeune femme : en juillet de la même année, le souverain français fait cadeau par brevet royal à Madame du Barry du château de Louveciennes.
Par l'intermédiaire de Madame du Barry, les ducs d'Aiguillon et de Richelieu gagnent peu à peu en autorité contre Monsieur de Choiseul, qui ne doit plus dire du mal de la favorite au risque d'être réprimandé par le roi. Cependant, parce qu’il prépare le mariage franco-autrichien et tire toutes les ficelles de la politique, le ministre se pense indispensable à la France. Aussi, quand il fait diffuser les plus méchants pamphlets, les plus railleuses épigrammes et caricatures sur la favorite royale, il ne s'attend pas à ce que son souverain réagisse si vivement. En vain d’ailleurs, car, quand François-Hubert Drouais expose deux portraits de Madame du Barry en 1770, le public est si conquis que Madame du Barry regagne toute sa réputation. Ses appartements, que Louis XV déménage au second étage du château au-dessus des siens, sont pris d'assaut.

#### Crises des parlements et des Malouines
La Cour de France est divisée en deux clans opposés : d'un côté les Choiseulistes, de l'autre le parti dévot, qui a trouvé son (involontaire) soutien en Madame du Barry. Le roi assure à son principal ministre qui s’occupe des affaires de la France depuis plus de dix ans qu'il ne sera pas renvoyé, le duc d'Aiguillon n'étant pas aimé ; quant à Madame du Barry, le rassure Louis XV, elle ne lui porte aucune haine et ne veut qu'être en bons termes. La favorite va cependant jouer un rôle secondaire dans l'« Affaire de Bretagne » qui dure depuis 1763 : le 3 septembre 1770, Louis XV pratique un lit de justice pour interdire au parlement de Paris de s'occuper de l'affaire. Le 23 octobre, il charge le chancelier de Maupeou et l'abbé Terray, contrôleur général des finances, de l'écriture d'un édit ôtant aux Parlements le droit de remontrance pour s'opposer à lui. Cet édit est discuté dans la chambre de la comtesse et publié le 3 décembre. Le duc de Choiseul, qui a toujours soutenu les Parlements, a préféré se tenir à l'écart pour ne pas être une victime collatérale du « coup Maupeou ».
La crise des Malouines va être la cause du renvoi du duc : le roi d'Espagne et le roi de Grande-Bretagne revendiquent chacun le territoire et se lancent des menaces mutuelles. Les Bourbons de France doivent entrer en guerre aux côtés des Bourbons d'Espagne selon le pacte de famille. Le principal ministre veut la guerre, mais Louis XV est bien conscient que cela serait dangereux : le 23 décembre, il envoie une lettre à son cousin d'Espagne, où il fait savoir que la France est dans l'impossibilité d'être en guerre en raison de sa situation politique et militaire. Le lendemain, le duc de La Vrillière remet au duc de Choiseul un court billet du Roi lui ordonnant de démissionner de ses fonctions et de se retirer à Chanteloup jusqu'à nouvel ordre. Un second billet vise le cousin Choiseul-Praslin, lui aussi démis de ses fonctions et exilé sur ses terres.

Souverains espagnols et britanniques durant la crise des Malouines
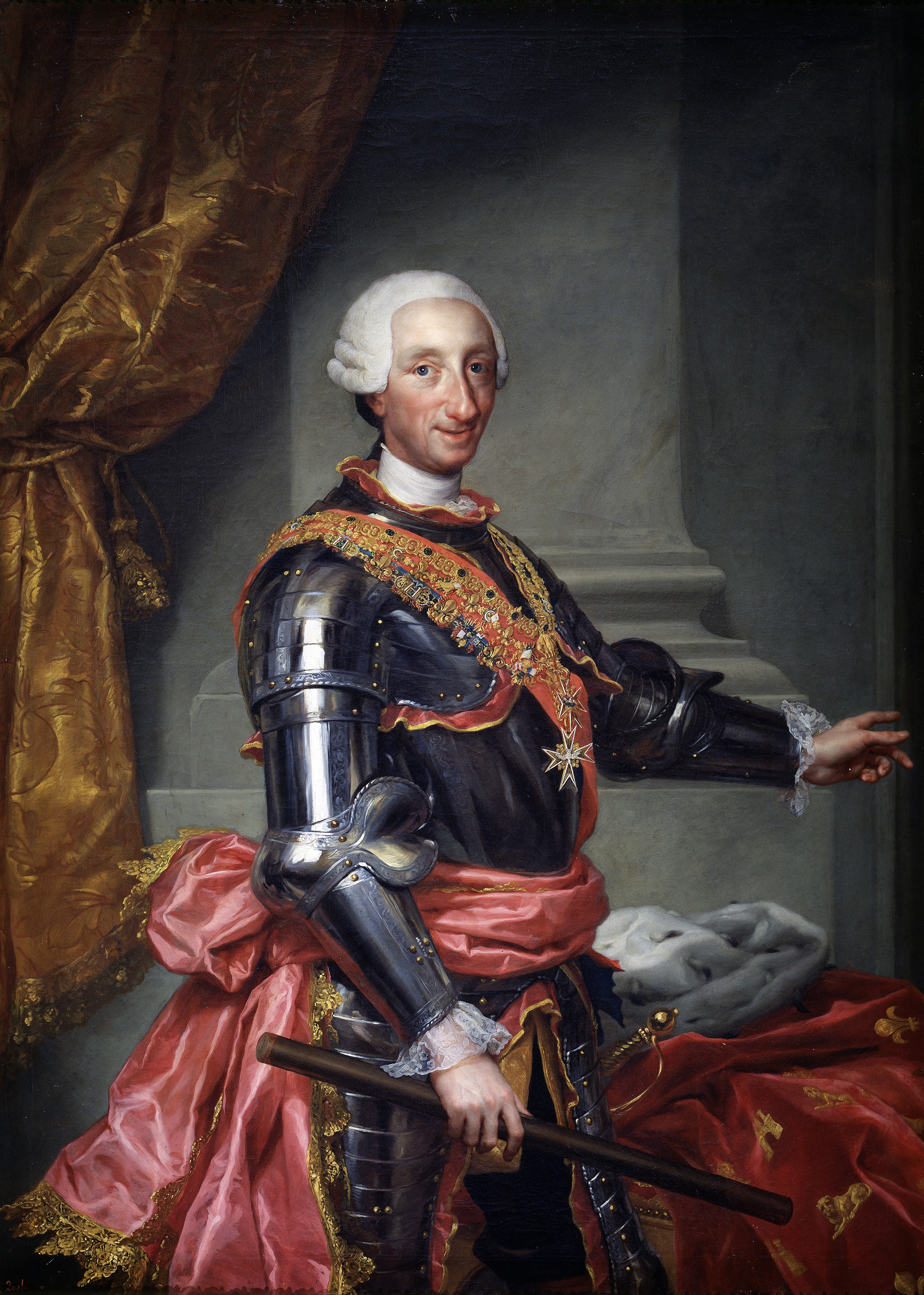
Charles III, roi d'Espagne, par Anton Raphael Mengs (Musée du Prado, 1765).
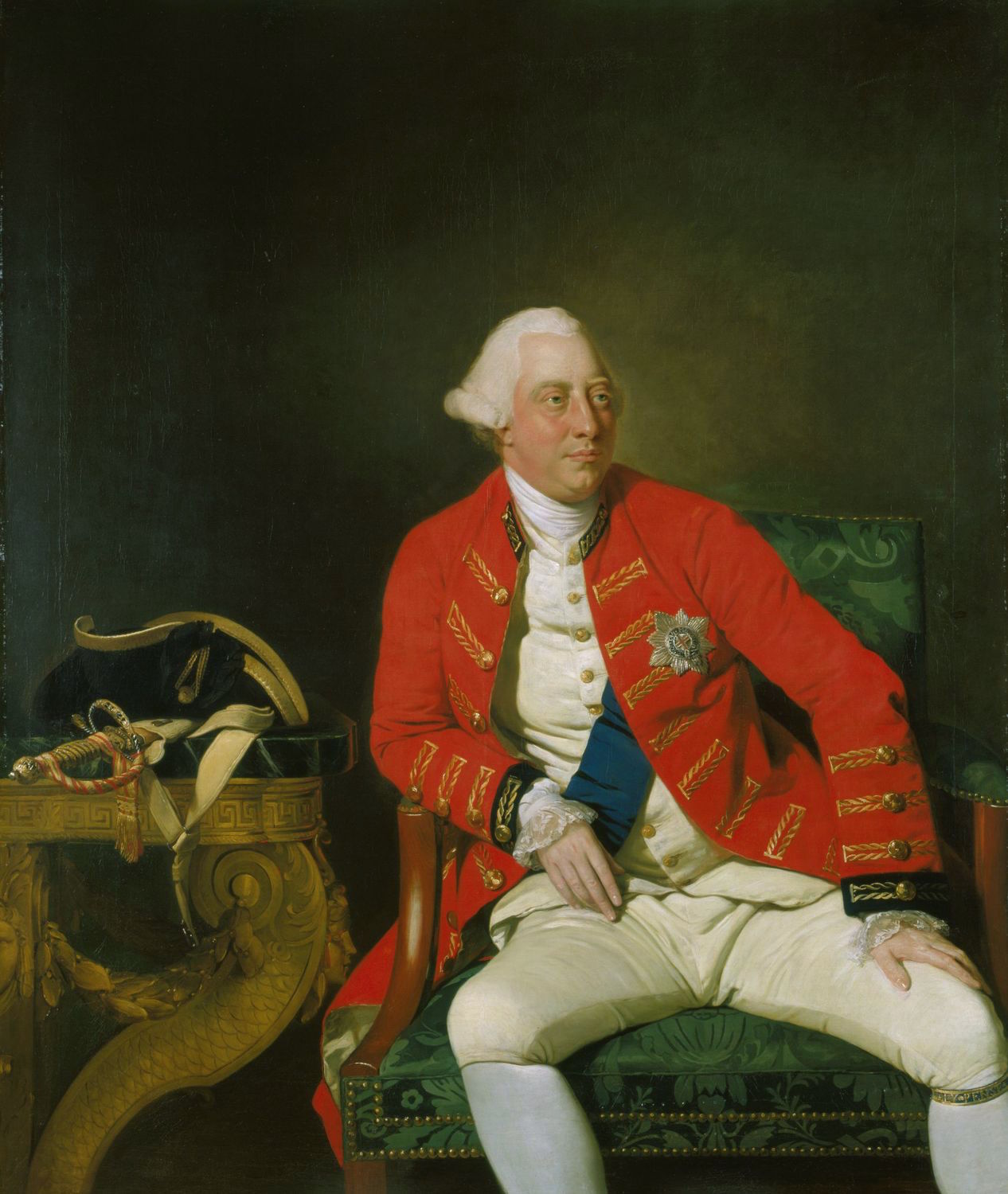
Georges III, roi de Grande-Bretagne, par Johan Joseph Zoffany (Royal Collection, 1771).

### Difficultés avec Marie-Antoinette

#### Arrivée de la dauphine

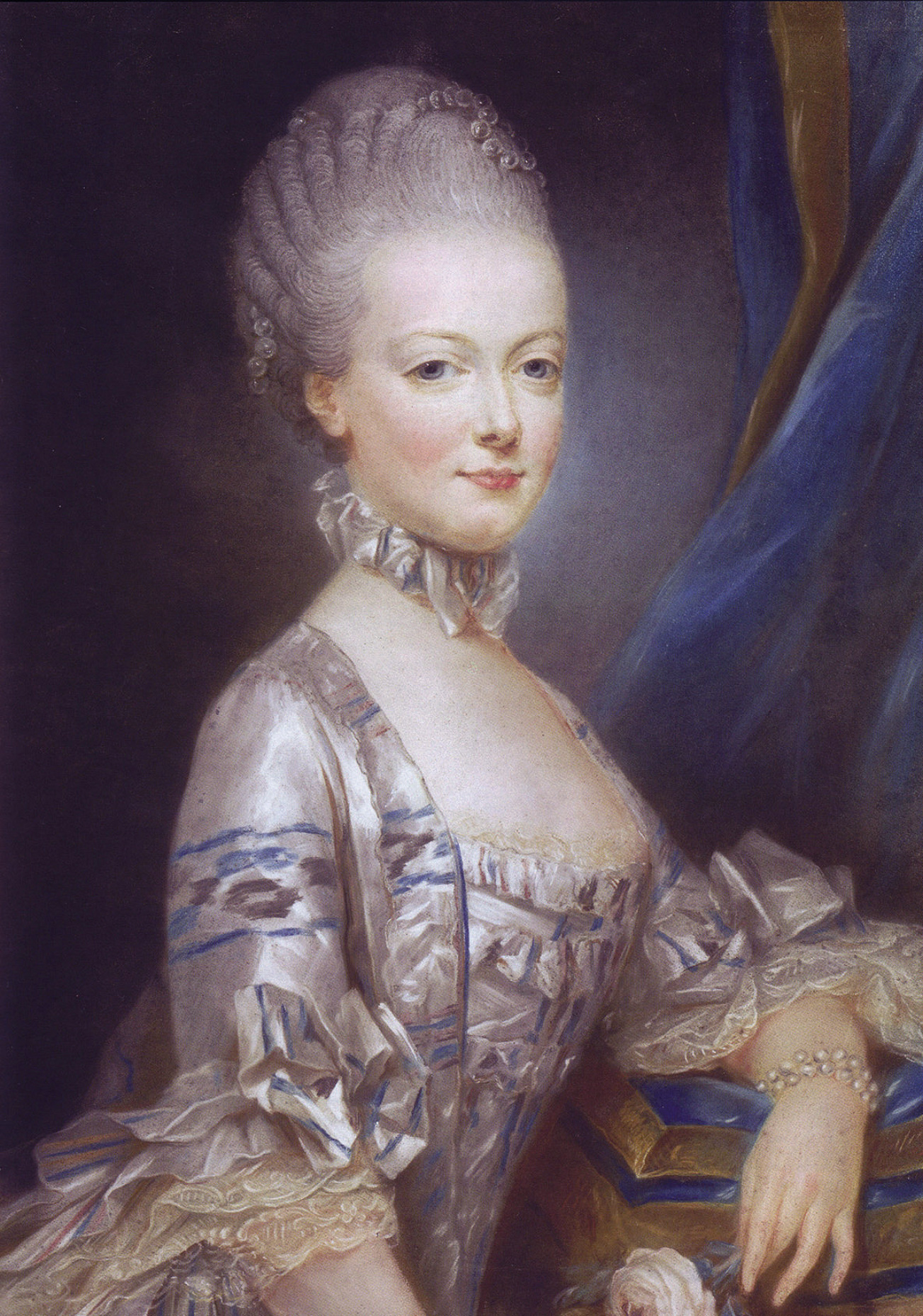
Portrait de Marie-Antoinette au pastel par Joseph Ducreux pour le dauphin Louis-Auguste (château de Versailles, 1769).

Marie-Antoinette, quatorze ans, doit épouser le dauphin Louis-Auguste, quinze ans, le 16 mai 1770. Le 16 février, trois mois auparavant, Louise de France a reçu de son père le droit d'entrer au couvent carmélite de Saint-Denis (aujourd'hui musée d'Art et d'Histoire) pour racheter tous les péchés du roi dont la vie est marquée par les impiétés, la dernière étant sa liaison avec Madame du Barry. Sur le chemin de Versailles le 15 mai, Marie-Antoinette rencontre brièvement la nouvelle carmélite, devenue sœur Thérèse-Augustine. Madame du Barry est conviée à la soirée au château de La Muette, à la grande surprise du comte de Mercy-Argenteau, le très dévoué ambassadeur d'Autriche en France, pour qui il était « inconcevable que le roi […] présente le même jour à sa petite-fille [Marie-Antoinette] sa maîtresse et celle qui, dit-on, est entrée en religion pour racheter par son sacrifice l'inconduite de son père. »
Durant la soirée, Madame du Barry éclipse par son éclat Marie-Antoinette. Durant le souper, la dauphine répond à Louis XV, qui lui demande comment elle trouve la dame inconnue : « Charmante ! » Elle demande son identité à Madame de Noailles, sa première dame d'honneur : « — Son rôle ?… Amuser le roi. — Alors je veux être sa rivale », répond la dauphine ingénument.
Les réjouissances sont l'occasion d'une nouvelle dispute entre le duc de Choiseul et Madame du Barry : le dauphin veut entendre Athalie de Jean Racine, qu'il affectionne. Mademoiselle Clairon est appelée pour ce rôle qu'elle a tenu pendant longtemps, malgré son départ à la retraite trois ans plus tôt. Comme elle est hésitante, Madame du Barry propose la jeune et moderne Mademoiselle Dumesnil. Mais Monsieur de Choiseul en fait une affaire personnelle et c'est la Clairon qui est choisie. L'opinion publique trouve cela injuste, le ministre ayant lancé une campagne discréditant Mlle Dumesnil ; la vieille actrice est accueillie froidement, au grand plaisir de la maîtresse royale.

#### Orgueils et préjugés
La Cour de Vienne, très marquée par la piété de l'impératrice Marie-Thérèse, s'effarouche que le roi très-chrétien ait une maîtresse.
À son arrivée en France, la dauphine Marie-Antoinette passe beaucoup de temps avec Mesdames, qui communiquent à leur nièce par alliance leur animosité envers Madame du Barry. Marie-Antoinette en vient à écrire à sa mère que Madame du Barry est « la plus sotte et impertinente créature qui soit imaginable ». L'Étiquette à la cour de France empêchant une personne de rang inférieur d'adresser la parole à une de rang supérieur, Marie-Antoinette refuse de lui adresser la parole, ne le faisant qu'avec dégoût quand cela est nécessaire aux tables de jeux. Cette animosité ne tarde pas à être connue, la dauphine disant hautement son opinion, faisant beaucoup pleurer la comtesse Jeanne du Barry qui ne cherche qu'à être son amie.
Les causes du mépris sont variées : Madame du Barry est la maîtresse du roi malgré une différence d'âge certaine, des rumeurs courent sur sa vie sentimentale passée, elle est plus belle et populaire que la dauphine qui souffre aussi peut-être de la voir sexuellement épanouie alors que le dauphin ne la touche pas. L'honneur de « petite rousse » (comme la surnomme la favorite) est en jeu, mais aussi l'alliance franco-autrichienne : la mauvaise humeur de la princesse risque de transformer cette affaire privée en affaire d'État.

#### Tentatives de réconciliation

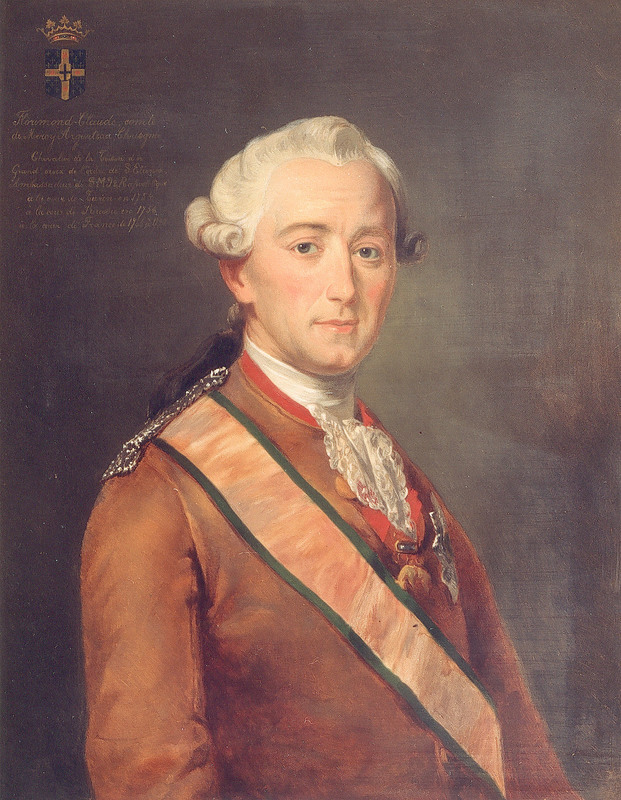
Florimond-Claude de Mercy-Argenteau, par un peintre anonyme (localisation inconnue, 1757).

Louis XV demande à Madame de Noailles, à l'abbé de Vermond (précepteur et confesseur de la dauphine) et au comte de Mercy-Argenteau d'avertir sa petite-fille qu'elle doit être aimable avec la maîtresse du roi. L'impératrice est informée que Marie-Antoinette ne change pas son attitude malgré les remontrances.
Comprenant l'importance de l'alliance, sa fille accepte qu'un soir de grand bal, le 11 septembre 1771, Monsieur de Mercy-Argenteau s'avance et discute avec Madame du Barry. La jeune fille discute avec des dames, vient saluer le comte et en profite pour adresser quelques mots à Madame du Barry. Cela s'étant ébruité, Madame Adélaïde, qui hait le plus la comtesse du Barry, arrête Marie-Antoinette avant qu'elle ait pu rejoindre le comte, lui disant avec autorité : « Il est temps de s'en aller, partons ; nous irons attendre le roi chez ma sœur Victoire. » N'osant désobéir à sa tante, la jeune dauphine quitte la salle avec elle. Madame du Barry de nouveau publiquement humiliée, le roi menace de mettre fin à l'alliance.

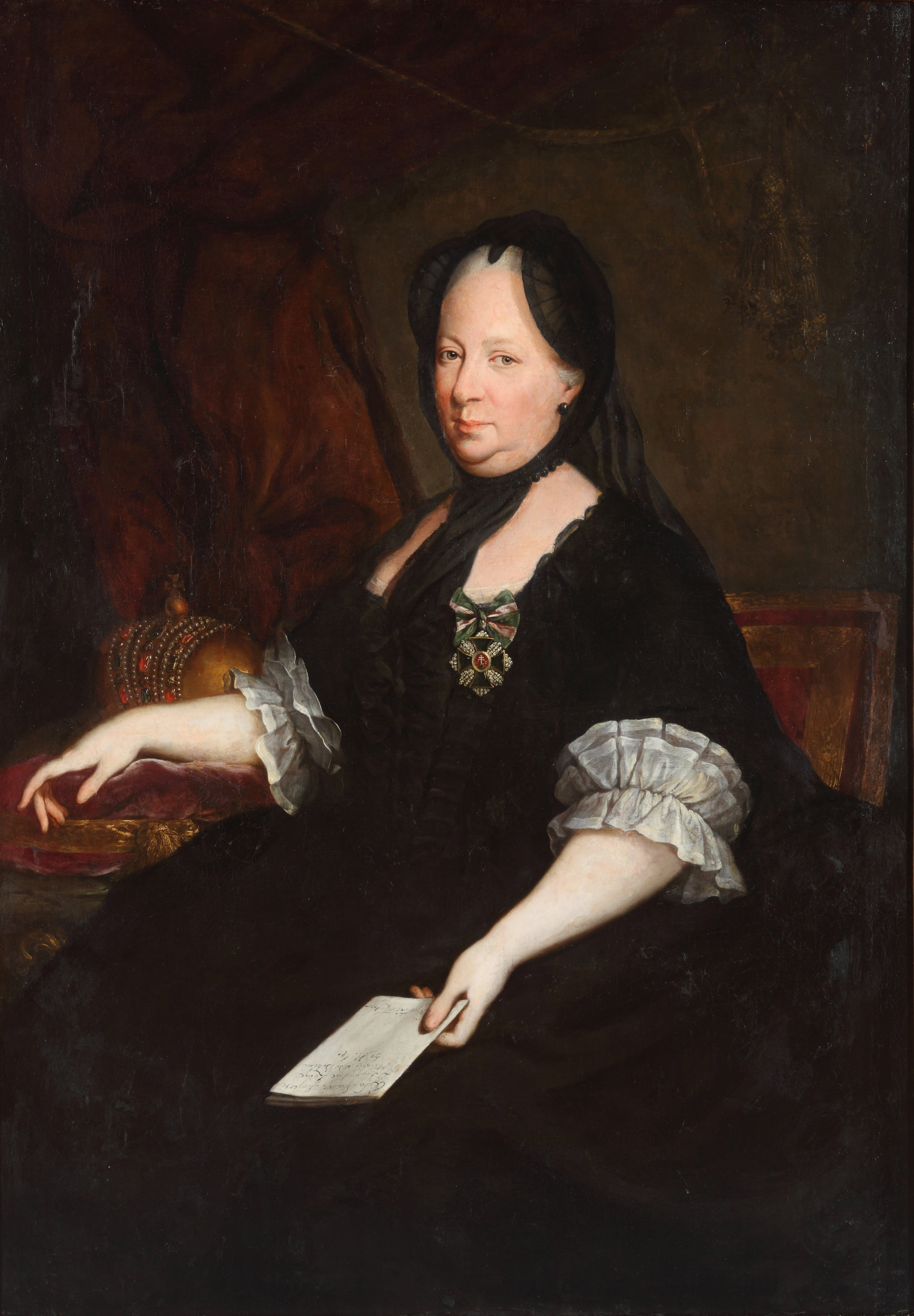
Marie-Thérèse d'Autriche par Anton von Maron (Ptuj Ormož Regional Museum, 1772).

Préoccupée par le partage de la Pologne, Marie-Thérèse sacrifie son penchant pour le contrôle des mœurs et rappelle sa fille à l'ordre : Madame du Barry ne doit être vue par elle que comme une dame admise à la Cour, et Marie-Antoinette doit capituler. Pour le Nouvel An, les courtisans présentent leurs vœux de bonne année à la famille royale ; les dames de Versailles présentent leurs vœux pour 1772 à la dauphine, qui leur répond par quelques amabilités d'usage. Madame du Barry est accompagnée de la duchesse d'Aiguillon et de la maréchale de Mirepoix, à qui la dauphine dit d'abord quelques banalités. La dauphine pose ensuite son regard sur Madame du Barry, et lui adresse neuf mots passés à la postérité : « Il y a bien du monde, aujourd'hui, à Versailles. » La cour s'émeut. Le roi est satisfait. Les ambassadeurs envoient leurs rapports à leurs souverains respectifs. L'impératrice est soulagée.
Mortifiée, la princesse se promet de ne plus jamais parler à la favorite, sauf que l'ambassadeur de Mercy-Argenteau l'y oblige pour l'alliance. Marie-Antoinette se venge en n'adressant à la comtesse que des banalités si insignifiantes et impersonnelles qu'elles blessent la favorite. L'ambassadeur doit encore intervenir car, lors d'une soirée chez le duc de La Vrillière, la duchesse de Brissac, dame d'atours de Marie-Antoinette, refuse d'y assister parce que Madame du Barry y était. Le duc de Brissac (qui est réceptif à la beauté de la comtesse Jeanne du Barry) prétend que c'est Marie-Antoinette qui lui avait interdit de venir, mensonge que la princesse ne démentit pas. Le 1er janvier 1773, quand Madame du Barry fait ses vœux à la famille royale, le dauphin lui adresse quelques mots ; la dauphine s'abstient, considérant que son époux a parlé pour deux.
La comtesse essaie maladroitement de s'attirer ses faveurs : Marie-Antoinette a évoqué son désir d'acheter une paire de boucles d'oreilles en diamants coûtant 700 000 livres. Comme elle ne peut se la payer, Madame du Barry lui fait savoir indirectement qu'elle serait disposée à les lui offrir ; en apprenant cela, la princesse préfère oublier les boucles d'oreilles. Par un hasard, le créateur des boucles d'oreilles est Charles-Auguste Boehmer, le même qui créera le collier de diamant à l'origine de l'affaire du collier de la reine.

### Dernière année à Versailles
Durant le carême 1773 (du 24 février au 11 avril), Madame du Barry voit que Louis XV, qui commence à être assez diminué physiquement, est aussi très préoccupé par le Salut de son âme. Malgré ses craintes, son influence auprès de lui ne diminue pas, Madame du Barry sera chargée des préparatifs de mariage entre le comte d'Artois et la princesse Marie-Thérèse de Savoie. Elle la forme aux us et coutumes de la Cour, l'union est célébrée le 16 novembre 1773. Madame du Barry a encore l'occasion de briller aux réjouissances, mais elles sont marquées par le décès soudain du marquis de Chauvelin, survenu le 23 novembre, durant une partie de whist chez la maréchale de Mirepoix et en présence du roi.
Ce décès inattendu contribue à la préoccupation de Louis XV sur sa propre mort. Au carême 1774 (du 16 février au 3 avril), il se montre encore plus soucieux ; afin d'oublier ses tracas, il passe ses derniers jours auprès de son amante et de ses amis, et ne ménage pas sa santé malgré les conseils des médecins. Madame du Barry s'inquiète de sa situation : si le roi venait à mourir, elle serait dans une certaine gêne financière.
Le 26 avril 1774, Louis XV se trouve fatigué lors d'une partie de chasse, il est emmené pour se reposer au château du Petit Trianon, avec un violent mal de tête. Ramené à Versailles, les médecins n'arrivent pas à déterminer la maladie, qui est découverte par hasard, au troisième jour, lorsqu'un domestique éclaire son visage variolé. Madame du Barry le veille chaque nuit et Mesdames chaque jour, malgré le risque que cela présente. Réalisant enfin la gravité de sa maladie, le roi confie à Mme du Barry qu'elle doit se retirer, car il est temps pour lui de se préparer chrétiennement à la mort ; il se doit désormais à Dieu et à son peuple. Le 3 mai à seize heures, la comtesse quitte Versailles dans le carrosse de la duchesse d'Aiguillon qui la conduit dans sa résidence de Rueil. Dans la nuit du 6 au 7 mai, à trois heures quinze du matin, le roi fait chercher son confesseur l'abbé Maudoux et reste en tête-à-tête avec lui pendant dix-sept minutes. Ordre est alors donné que le cérémonial royal nécessaire soit mis en route et, à sept heures du matin, Louis XV reçoit la communion des mains du cardinal de La Roche-Aymon, grand aumônier, lequel prononce ensuite au nom du roi sa pénitence publique et son retour à la dévotion s'il venait à guérir.

## Exil et débuts de la révolution (1774-1789)

### L'abbaye du Pont-aux-Dames

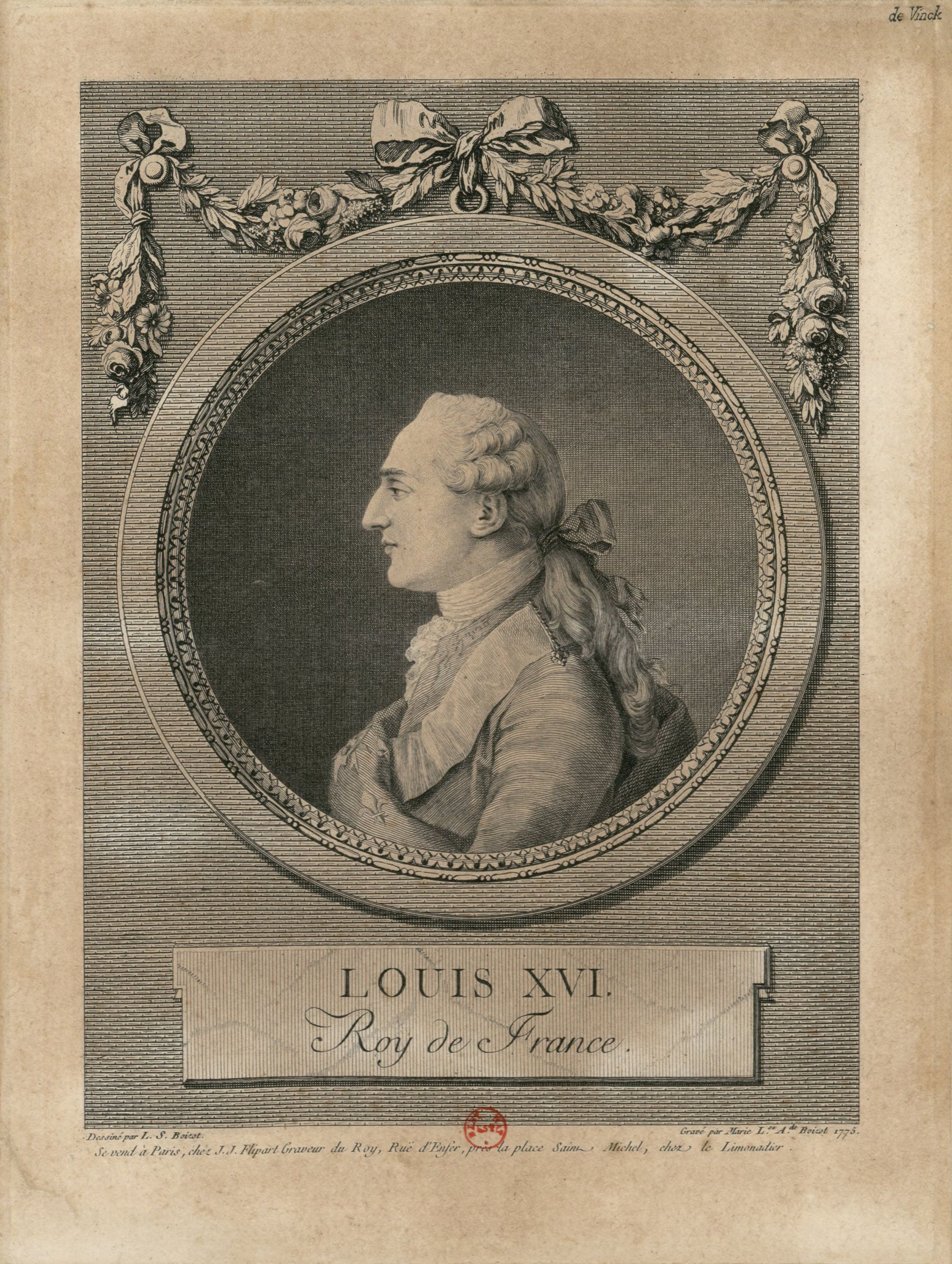
Louis XVI, Roy de France par M.-L.-A. Boizot (BnF, 1775).

Après plusieurs jours d'agonie, Louis XV rend l'âme le 10 mai 1774. La veille, il avait ordonné que Jean-Baptiste du Barry soit emprisonné au château de Vincennes (mais il avait déjà fui en Hollande) et Jeanne du Barry à l'abbaye du Pont-aux-Dames, à Couilly, dans le diocèse de Meaux ; toute la famille du Barry reçoit l'interdiction de paraître à la Cour.
L'abbesse Gabrielle de La Roche-Fontenille accueille Madame du Barry, qui avait énormément pleuré sur le trajet depuis Rueil. Elle ne peut recevoir aucune autre visite que celles qui lui sont autorisées par le roi, seulement entretenir une correspondance avec les autres ; pour payer ses dettes les plus lourdes, elle commence à vendre plusieurs de ses bijoux. En août, la comtesse Jeanne du Barry envoie une lettre au duc de La Vrillière pour être retirée de l'abbaye, prétextant une mauvaise santé ; le duc reste évasif. L'abbesse de La Roche-Fontenille et le comte de Maurepas, nouveau ministre de Louis XVI, interviennent auprès du jeune roi quelques mois plus tard, mais c'est un refus sec.
Au début, les religieuses l'apprécient peu en raison de sa vie luxurieuse. Mais la comtesse se plie à la règle des bénédictines, noue une bonne amitié avec l'abbesse et gagne le cœur des autres moniales. La duchesse d'Aiguillon, dont le mari est en disgrâce, et le duc de Brissac, qui ne cache plus sa passion pour la comtesse du Barry, lui rendent souvent visite. Le prince de Ligne n'hésite pas à sauter par-dessus la clôture pour la rencontrer en dehors des heures de visite. Au printemps 1775, il ose envoyer une lettre à la reine Marie-Antoinette pour sortir la comtesse de sa dévote prison. La nouvelle reine et toute la Cour montrent de l'indulgence, même Madame Adélaïde aimerait que le roi la libère de l'abbaye. « On verra », répond son neveu avant d'autoriser l'ancienne maîtresse royale à quitter l'abbaye en avril.

### Saint-Vrain
Madame du Barry acquiert une propriété à Saint-Vrain, où elle retrouve toute sa domesticité qui lui avait été fidèle. La comtesse Jeanne du Barry aide activement les habitants (à qui elle ouvre ses grilles) et reçoit sa famille et ses amis. Afin de se rapprocher de sa fille, Anne Rançon s'établit au domaine de Maison-Rouge, près de Villiers-sur-Orge. Mais la comtesse regrette beaucoup Louveciennes, Saint-Vrain étant trop isolé à son goût. L'irruption dans sa résidence de trois mendiants ivres qui la menacent pour qu’elle leur donne ses bijoux achève de la dégoûter du lieu,.

### Années heureuses à Louveciennes

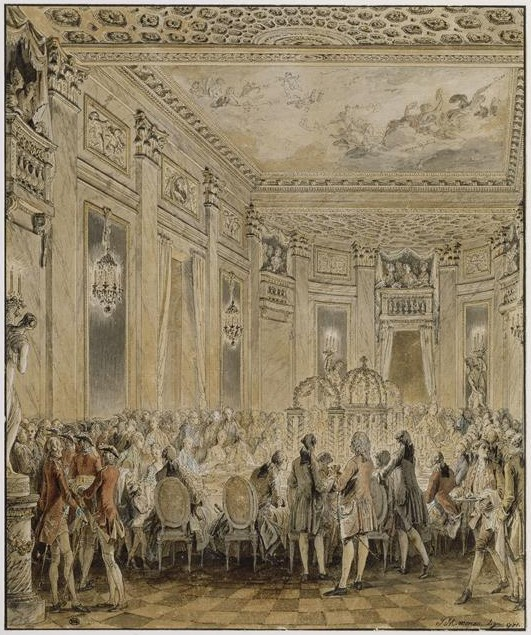
Fête donnée à Louveciennes, le 2 septembre 1771 par Jean-Michel Moreau (musée du Louvre, 1771).

En octobre 1776, le comte de Maurepas obtient du roi qu'elle retourne au château de Louveciennes, dont Louis XV lui avait cédé l'usufruit en 1769, et où elle se plaisait beaucoup. Madame du Barry y mène une vie paisible et heureuse, marquée par sa longue liaison avec le duc de Brissac.
En 1777, l'empereur Joseph II, frère de la reine, est de passage en France incognito sous le nom de comte de Falkenstein pour tenter de résoudre les problèmes conjugaux du jeune couple royal. Le souverain n’hésite pas à venir saluer la dame de Louveciennes, qui, durant leur promenade, voulant lui céder le pas, s'entend dire de l'empereur, bien qu'il ne la trouvât pas aussi jolie : « Passez, madame, la beauté est toujours reine ! » Cette visite se fait au grand dam de sa sœur et de sa mère, qui seront furieuses d'apprendre qu'il n'ait pas daigné s'arrêter chez le duc de Choiseul.
En 1778, Madame du Barry, accompagnée par sa belle-sœur Claire-Françoise, de quelques femmes et d'un laquais, entre nuitamment pour observer Marie-Antoinette, qui joue avec sa société. La reine ne se formalise pas de cette présence, elle avait commencé à montrer des signes d'indulgence envers Madame du Barry, commençant elle aussi à être accablée par les injures.
Durant l'année 1779, Jeanne du Barry est sensible à la cour de lord Seymour, cinquantenaire deux fois marié. Lord Seymour avait acheté le domaine de Prunay, à vingt minutes à pied au Nord de Louveciennes, près des bords de la Seine. Les billets sont d'abord cordiaux avant de devenir plus familiers, le duc cache sa grande jalousie. Jeanne du Barry est torturée par ces deux amours, le duc reste parfois plusieurs jours pour qu'elle ne voie pas le lord, avant de finalement lui dire : « Ou lui, ou moi. » La comtesse réfléchit beaucoup ; concluant que le duc de Brissac est un homme dont elle peut s'assurer la fidélité et l'amour même dans sa vieillesse, elle rompt avec lord Seymour, qui n'insiste pas et ne lui rend plus visite.

### Affaire du collier
En 1785, la comtesse de La Motte, descendante du bâtard de Valois, fils de Henri II de France, escroque le cardinal de Rohan, grand aumônier de France, en disgrâce auprès de Marie-Antoinette dont il souhaite retrouver l'amitié. Paul Bassenge et Charles-Auguste Böhmer avaient créé pour Madame du Barry, à la demande de Louis XV, un collier onéreux et inégalable en diamants. Resté inachevé à la mort du roi, il est terminé en 1778 et les deux joailliers croulent sous les dettes que la confection de la parure leur a fait contracter. Le roi Louis XVI et la reine hésitent puis refusent l'achat. La comtesse de La Motte, qui se présente comme une intime de Marie-Antoinette, promet au cardinal qu'elle veut l'acquérir, mais au moyen d'un prête-nom. Le grand aumônier de France accepte immédiatement, une lettre signée Marie-Antoinette de France lui promet un retour en grâce s'il aidait la reine.
Jeanne du Barry est citée durant l'affaire par Madame de La Motte : durant son interrogatoire à la Bastille, le 12 décembre 1785, la dame de Louveciennes affirme que la comtesse était venue implorer sa protection, afin de faire parvenir un mémoire au roi afin qu'il lui rende ses terres qui étaient entrées au domaine royal. Elle croit se rappeler que le mémoire était signé : Marie-Antoinette de France de Saint-Rémy de Valois, femme du comte de La Motte, garde du corps du Comte d'Artois. Sentant la supercherie, la comtesse du Barry avait immédiatement refusé, et sur un ton si condescendant que Madame de La Motte se sentit obligée de rappeler sa propre naissance et celle de son interlocutrice. Madame du Barry avait gardé le mémoire, avant de finir par le jeter au feu.

### Été 1789

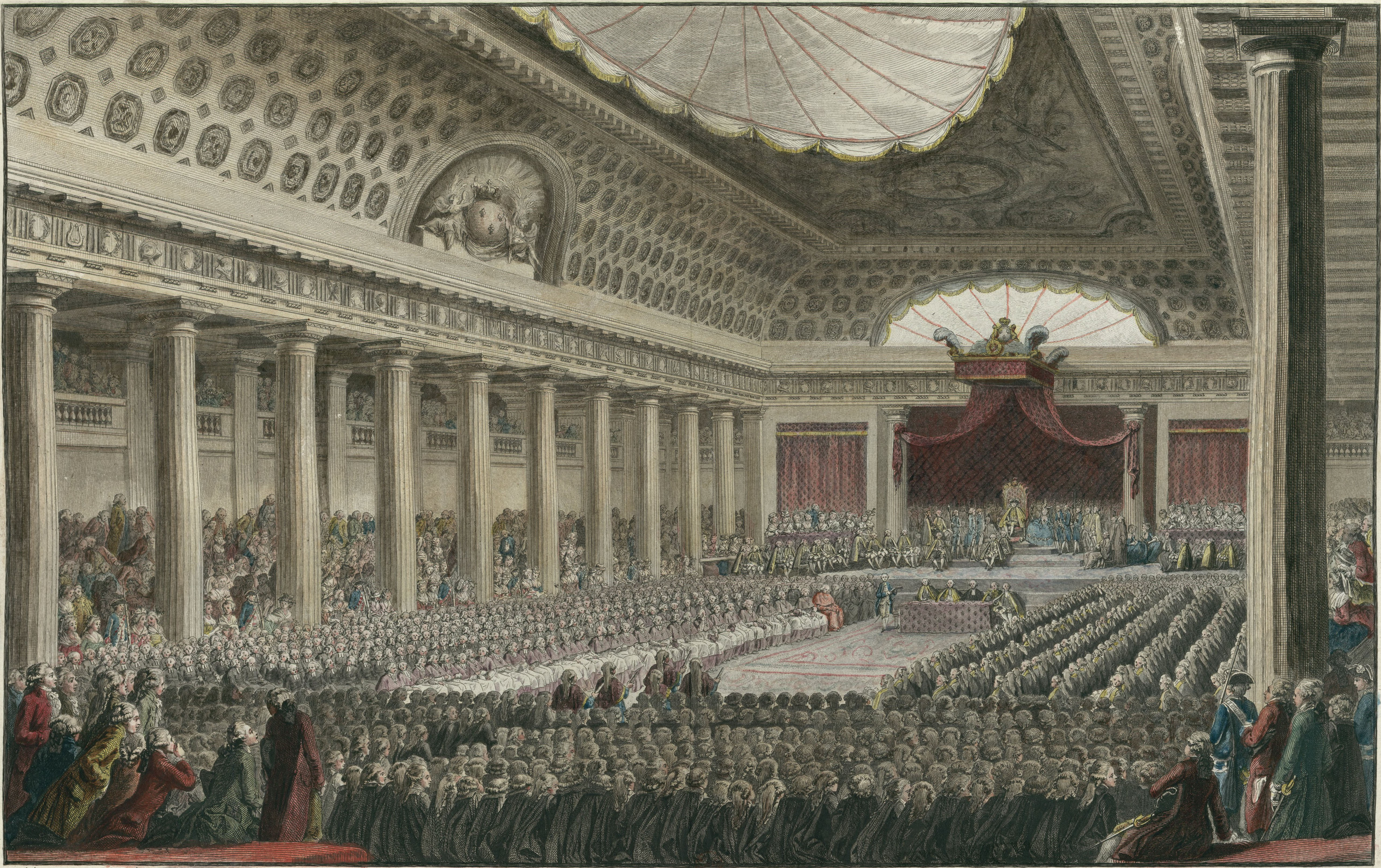
Séance inaugurale des États généraux de 1789, le 5 mai 1789.

La comtesse du Barry est royaliste, « comme tout le monde » précise J. Levron. Elle partageait l'opinion de Louis XV sur la monarchie absolue au temps où elle vivait à la Cour, mais elle avait bien senti les reproches qu'on faisait à ce régime. Accueillant chez elle les philosophes des Lumières et les économistes qui parlent tous de réforme, connaisseuse de Jean-Jacques Rousseau grâce au duc de Brissac, et bien au courant de la vie des indigents du fait de ses origines et de son dévouement auprès des pauvres, elle est acquise aux idées libérales.
Lors de l'ouverture des États généraux de 1789, le 5 mai 1789, la rumeur veut qu'elle fût présente et que, devinant les difficultés à venir, la comtesse aurait dit : « Si Louis XV avait vécu, tout cela n'aurait pas été ainsi. » Après la prise de la Bastille le 14 juillet 1789, le duc de Brissac doit partir dans son Anjou natal pour contenir les troubles de la Grande Peur. Madame du Barry se languit de lui, elle écrit beaucoup et souvent. À Durtal, son carrosse est arrêté, une foule excitée veut le mettre à mort ; il faut l'intervention des autorités pour avoir un sursis et finalement le libérer peu avant le 25 août. Contrairement à beaucoup de nobles ou de leurs familiers, telle que Madame Vigée Le Brun, la comtesse du Barry pense ne rien craindre : soucieuse de sa tranquillité et de son confort, elle n'a pas le sentiment d'appartenir à l'aristocratie et est prête à obéir aux nouvelles lois.
Madame du Barry ne fait pas attention à ce que disent les pamphlets révolutionnaires à son sujet. En 1824, L. Lafont d'Aussonne affirme que, quand les femmes marchent sur Versailles lors des journées des 5 et 6 octobre 1789, deux gardes blessés sont emmenés à Louveciennes, où la comtesse leur procure des premiers soins. L'apologète de Marie-Antoinette dit qu'elle est informée de cela. La reine charge des seigneurs de confiance de remercier pour elle la comtesse, qui répondit un billet plein d'éloges et de remerciements pour la souveraine,.

## Dernières années (1789-1793)

### Vol des diamants à Louveciennes
Avec les Émigrés, la comtesse maintient une correspondance, sans se douter que cela puisse être compromettant pour l'avenir. Elle continue de recevoir sa société durant des fêtes discrètes à Louveciennes et fait de généreux dons patriotiques. Elle doit continuer de vendre ses bijoux pour subvenir à ses besoins, à la suite de l'abolition des privilèges, s'adressant pour cela à son banquier hollandais, Jean-Baptiste Vandenyver. En cette période troublée, elle demande à avoir un garde pour protéger sa propriété des cambrioleurs.
Dans la nuit du 10 au 11 janvier 1791, grâce à une échelle trouvée à proximité, des voleurs venus de Paris s'introduisent dans son château de Louveciennes, et emportent ses diamants et bijoux. La comtesse Jeanne du Barry était à Paris, pour tirer les rois avec le duc de Brissac et leurs amis. Au moment des faits, les seules personnes au château sont Jean-Pierre Girardin (le portier, le seul à posséder les clefs de la chambre comtale) et Denis Morin (valet de chambre, régisseur et doyen du personnel). L'échelle est découverte par Charles Béguin, un garçon de cour qui va les réveiller : ils affirment n'avoir rien vu ni entendu. Ladite chambre avait été vandalisée, la somme de ce qui était volé (surtout des bijoux) était considérable.
Selon la reconstitution du vol par le maréchal des logis de Louveciennes, Pierre-Louis Campion, les brigands s'étaient introduits par le mur du jardin du côté d'une colline, dite montagne de la Princesse, dégradant le mur au passage. Ils ficelèrent bout à bout deux échelles (une trouvée dans un champ, une autre dans le jardin du château), cassèrent la jalousie et brisèrent une fenêtre, dont il ne leur resta qu'à soulever l'espagnolette. Pour une telle opération, les voleurs devaient bien connaître les lieux et savoir l'absence de Madame du Barry.
Jeanne du Barry est immédiatement avertie et se hâte de rentrer. Le 12 janvier, pour compléter la déclaration de son valet de chambre au sujet des biens volés, elle se rend chez son notaire, Me Rouen, pour connaître les démarches à suivre. Avec Vandenyver, elle dresse de mémoire une liste des objets disparus, dont une copie est transmise au maréchal Campion. Afin de les retrouver au plus vite, Me Rouen conseille à la comtesse de faire une grande publicité. Celle-ci fait imprimer le placard suivant :

Affiche de récompense pour retrouver les bijoux
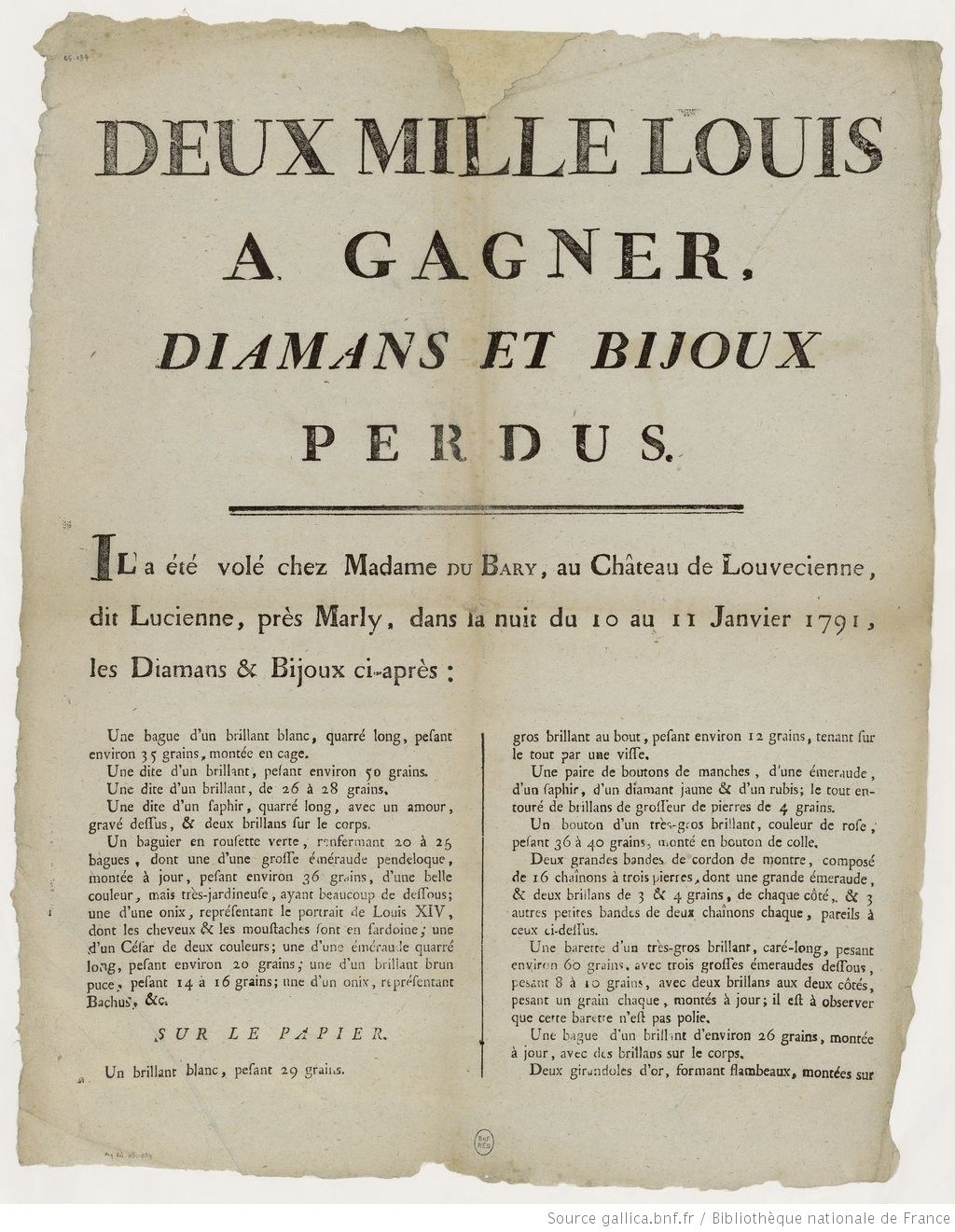
Première page.
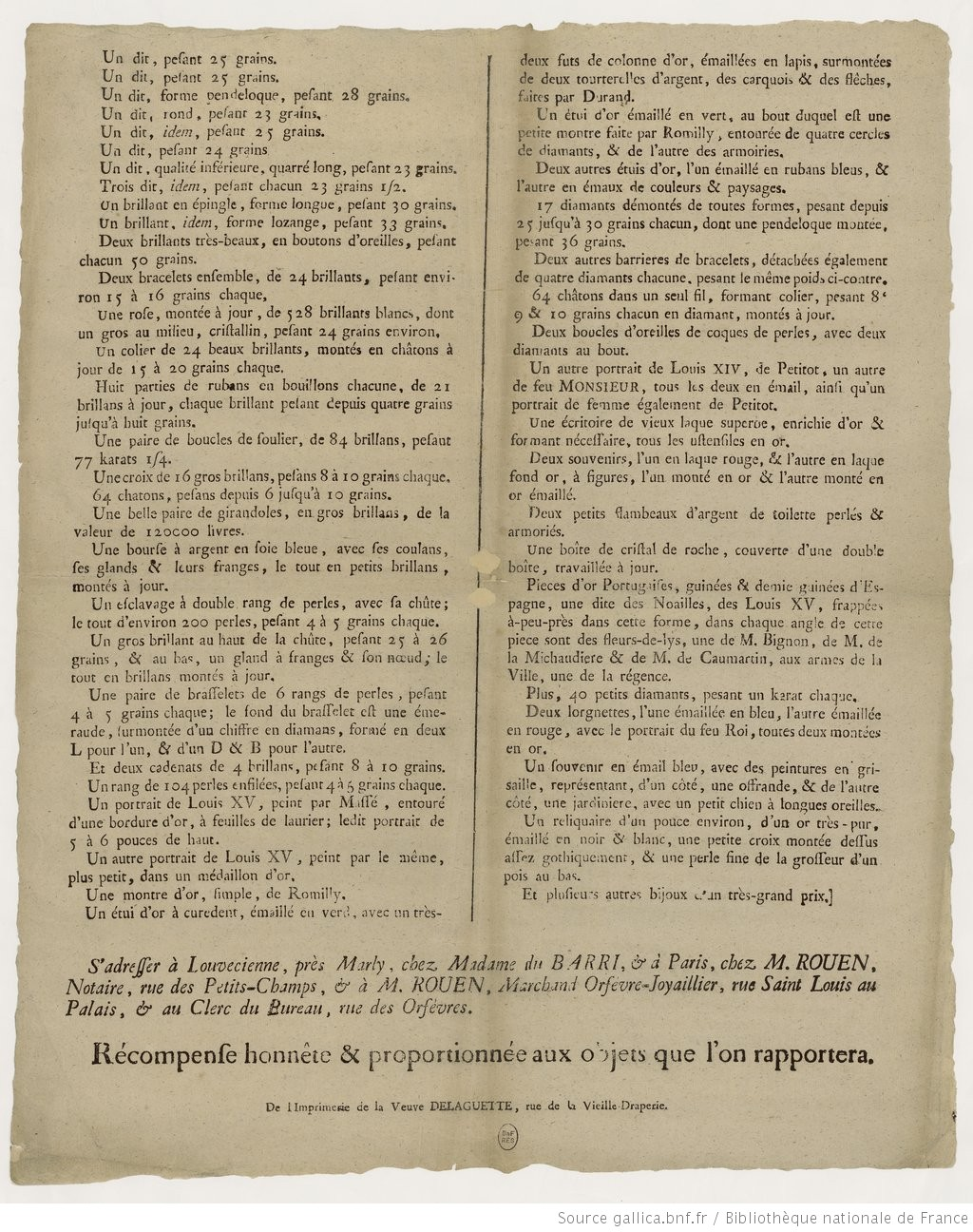
Suite de l'affiche.

### Arrestations et aveux des voleurs
L'enquête piétine pendant un mois, l'appât du gain amène à des dénonciations calomnieuses de la part des policiers. Le 15 février 1791, Madame du Barry reçoit une lettre d'Angleterre de Nathaniel Parker-Forth, magistrat de la Cité, lui disant que les voleurs ont été retrouvés. Un dénommé Lion, dit Simon, marchand de diamants à Londres, reçoit deux hommes le 8 février ; ceux-ci lui proposent des diamants superbes à un prix dérisoire. Lion était au courant du vol des bijoux de la comtesse ; pour ne pas éveiller leurs craintes, il leur demande s'ils possèdent d'autres bijoux. Comme ils acquiescent, Lion leur propose de venir le lendemain avec le reste ; il avertit ensuite Nathaniel Parker-Forth. Les deux hommes reviennent le lendemain avec deux juifs allemands et un français, et les pièces qu'ils veulent vendre correspondent à ceux volés à Louveciennes. Ils sont immédiatement arrêtés, leurs domiciles perquisitionnés, et les pierres précieuses déposées par Parker-Forth et Simon chez les banquiers Ranson et Morland and Hammers.
Le jour même où elle reçoit la lettre, Madame du Barry demande un passeport à la municipalité de Louveciennes, et quitte la France avec son joaillier Rouen, quatre domestiques et le chevalier Bernard d'Escourres, aide-de-camp du duc de Brissac. Elle embarque à Calais le 19 février, où Parker-Forth l'attend. L'homme de loi lui apprend que Joseph Harris est passé aux aveux devant le lord-maire de Londres, John Boydell : un certain Jean-Baptiste Levet a réuni Joseph Hamon et Joseph Harris, dit Abraham, pour voler Madame du Barry, chez laquelle il avait un complice. Deux hommes se joignent à eux, Jacob Moyse et Joseph Abraham. Ils pénètrent chez la comtesse entre onze heures du soir et minuit, et vendent plusieurs pièces à un certain Philippe Joseph, avant de choisir de les écouler en Angleterre pour plus de discrétion.
Madame du Barry repart à Paris le 1er mars 1791, prévenue par le lord-maire que la procédure sera longue : le vol a été commis en France et l'extradition n'existe pas. Elle remet à Perron, administrateur de la police louveciennoise, le nom des complices parisiens des accusés. Philippe Joseph, selon les aveux de Moyen Abraham, connaissait déjà Harris et Moyse. Le receleur est perquisitionné le 10 mars, mais il avait déjà fui en Belgique pour, dit-il, poursuivre un mauvais débiteur depuis trois mois. On retrouve vingt-quatre mille livres d'assignats dans une boîte cachée dans le tuyau de la cheminée ; son épouse, une juive allemande ne parlant pas français, et sa servante Gothon prétendent qu'il les a gagnés à une loterie, puis qu'il fit des bénéfices sur la vente de différents objets. Cette déclaration suspecte leur vaut d'être mises à la prison de l'Abbaye.

### Massacres de 1792
Entre-temps, son amant, le duc de Brissac, devenu commandant en chef de la garde constitutionnelle du Roi, dissoute par l'Assemblée législative le 29 mai 1792, est arrêté et emprisonné à Orléans et en attente de jugement par la Haute Cour à Paris.
Le 10 août 1792, le palais des Tuileries est pris d'assaut par les émeutiers et la famille royale incarcérée à la tour du Temple. Puis, les massacres de Septembre éclatent à Paris. Le 9 septembre 1792, le convoi qui ramène à la capitale le duc et ses compagnons prisonniers passe par Versailles où ils sont tués. Les corps des suppliciés sont dépecés et la tête du duc est jetée par une fenêtre dans le salon de la comtesse du Barry à Louveciennes.
Après l'exécution de Louis XVI, le 21 janvier 1793, à la veille de la déclaration de guerre avec la Grande-Bretagne, Madame du Barry revient précipitamment en France pour éviter l'apposition des scellés sur sa propriété de Louveciennes.

### Arrestation et procès

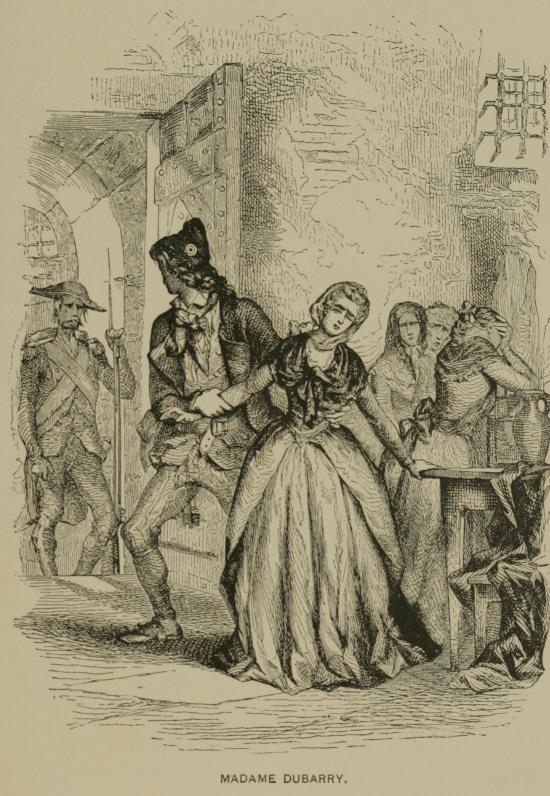
Départ de Mme du Barry pour l'échafaud.

Malgré une pétition signée en sa faveur par cinquante-neuf habitants de Louveciennes, elle devient « suspecte » dès le vote de la loi des suspects, le 17 septembre 1793. Ses séjours en Angleterre sont dénoncés comme une aide aux émigrés contre-révolutionnaires. Dénoncée par son ancien page Zamor, qu'elle avait renvoyé, déclarée ennemie de la Révolution, elle est emprisonnée à Sainte-Pélagie le 22 septembre. Son procès s'ouvre le 6 décembre devant le Tribunal révolutionnaire présidé par Fouquier-Tinville et, le lendemain, elle est condamnée à la guillotine.

### Exécution
L'exécution a lieu le surlendemain sur l'actuelle place de la Concorde (alors place de la Révolution) le 18 frimaire an II (8 décembre 1793). La comtesse du Barry fait l'énumération de tous les biens qu'elle a cachés, espérant ainsi sauver sa vie, prétendant qu'elle n'a pas tout déclaré aux juges pour gagner du temps. Elle est traînée avec beaucoup de tumulte et de difficultés jusqu'à l'échafaud, et continue de se débattre, essayant de mordre le bourreau. Ses derniers mots auraient été : « Encore un moment, Monsieur le bourreau ! ».
Charles-Henri Sanson témoigne dans ses mémoires (supposés apocryphes) recueillis par son petit-fils que son exécution fut difficile et mouvementée, ce qui contribua avec celle de Danton également mouvementée à rendre impopulaire les exécutions à cet endroit. Peu de temps après, elles furent déplacées sur ordre du Comité de salut public place de la Bastille puis place du Trône Renversé, pour éviter la vindicte parisienne.
Elle est inhumée au cimetière de la Madeleine, où 1 343 guillotinés de la place de la Concorde ont été enterrés.

## Mécénat
Au temps de Louis XV, la nouvelle propriétaire fait appel à Ange-Jacques Gabriel, Premier architecte du Roi, pour agrandir et redécorer le château et le pavillon de Louveciennes.
On a souvent affirmé que le rôle de la comtesse du Barry en matière artistique fut inférieur à celui de Madame de Pompadour. Pourtant Madame du Barry s'est intéressée aux arts. Mais la brièveté de son « règne » (six ans : mai 1768 - mai 1774) ne lui a pas permis d'imprimer une marque comparable à celle de la précédente favorite.
Elle pratiquait le dessin avec talent. Elle a joué un rôle de mécène en encourageant l'artisanat d'art français. Elle inspira les plus grands artistes de son époque dont le sculpteur Louis-Simon Boizot, directeur de la manufacture de Sèvres. Elle contribua aussi à l'essor du néo-classicisme en révélant l'architecte Claude-Nicolas Ledoux qui bâtit son pavillon de musique de Louveciennes, ou en passant des commandes de biscuits, de bustes en marbre ou de gravures et dessins paysagers aux sculpteurs ou dessinateurs Augustin Pajou et Antoine Humblot, ainsi que des commandes de tableaux à de nombreux peintres tels que Joseph-Marie Vien, François-Hubert Drouais, Jean-Baptiste Greuze ou Jean-Honoré Fragonard, aux sculpteurs Félix Lecomte ou Christophe-Gabriel Allegrain et à d'autres encore. Ses collections de meubles et objets d'art furent somptueuses et donnèrent naissance aux plus belles créations du menuisier en sièges Louis Delanois, de l'ébéniste Martin Carlin, Jean-François Leleu ou du bronzier Pierre Gouthière. D'un goût très sûr, comme en témoignent ses collections décrites par Charles Vatel, Madame du Barry a, d'une certaine manière, inventé le style Louis XVI : « Madame du Barry fut une courtisane, mais une courtisane amie des lettres, des artistes, et qui passa sur la terre en répandant libéralement autour d'elle l'or et les consolations ».
Par ailleurs, élégante et de goûts affirmés, la comtesse du Barry exerça une influence prépondérante sur la mode vestimentaire de son époque. Elle lança notamment la vogue des étoffes à rayures qui va durer dans toute l'Europe jusqu'à la fin du XVIIIe siècle.

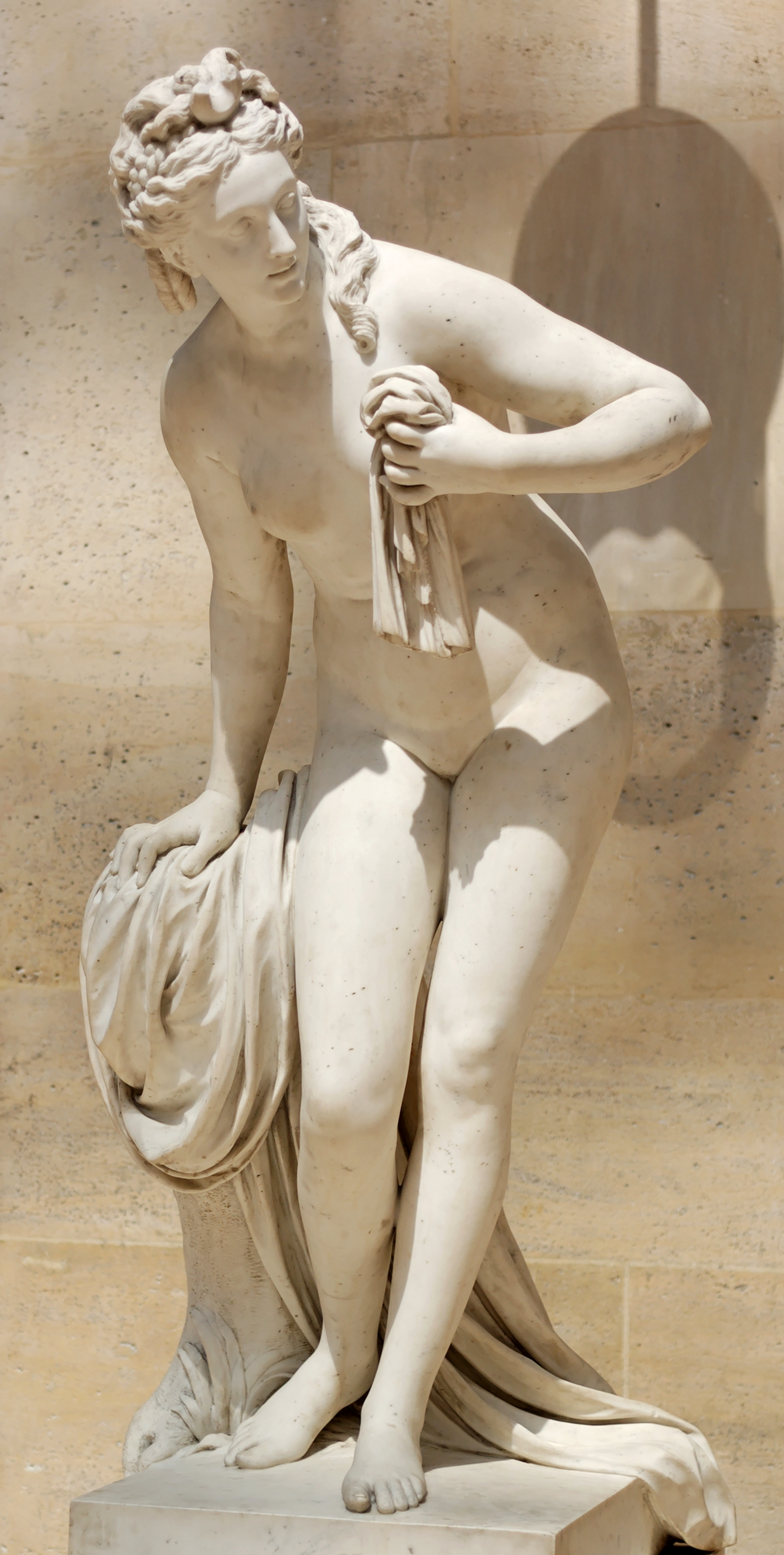
Diane, décors des jardins.
Vue du jardin et du pavillon de musique de Louveciennes.
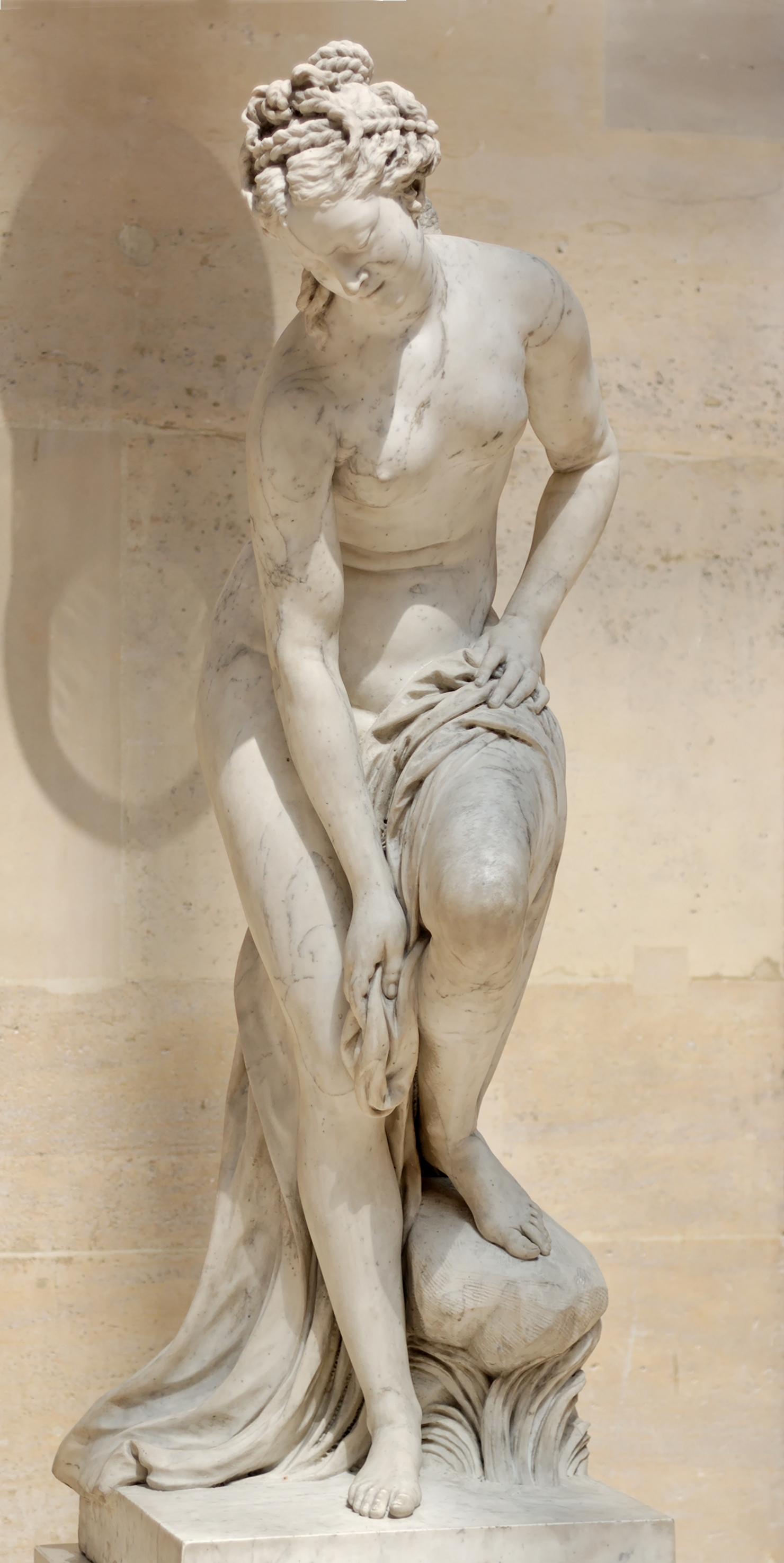
Vénus, décors des jardins.

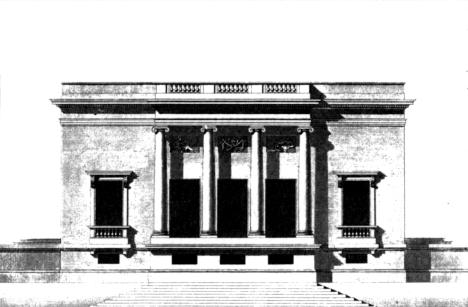
Pavillon de Mme du Barry, Louveciennes.
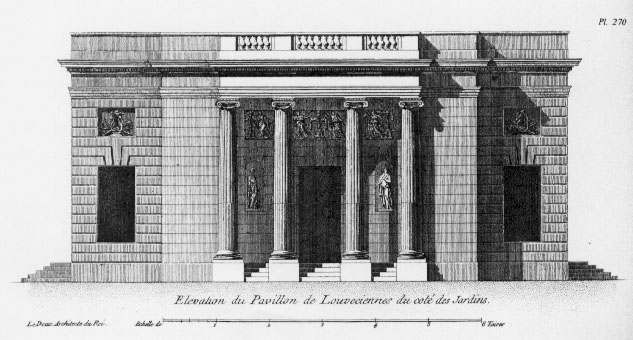
Élévation côté jardin.
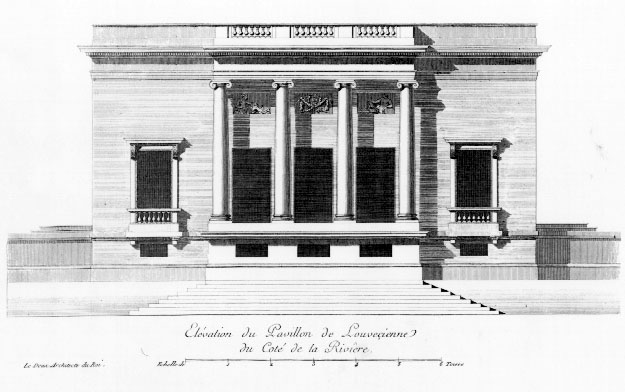
Élévation côté rivière.
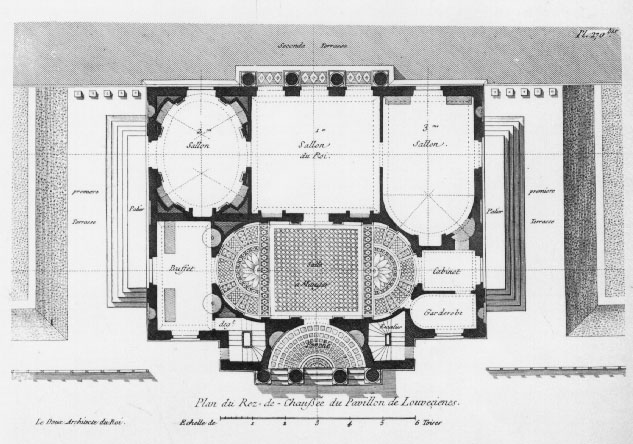
Plan du rez-de-chaussée.

## Physique et personnalité
D'après ses contemporains, Jeanne du Barry séduit dès la première rencontre : « Ses yeux bleus bien ouverts », raconte de Belleval, « avaient un regard caressant et franc, qui s’attachait sur celui à qui elle parlait [...]. Elle avait le nez mignon, une bouche très petite et une peau d’une blancheur éclatante. Enfin, l’on était bientôt sous le charme. »[réf. souhaitée].
En février 1778, Jeanne du Barry se rend auprès de Voltaire, âgé et malade, pour rendre hommage à un homme des Lumières, qu'elle admire. Elle est, à 35 ans, une femme d'une grande beauté malgré un embonpoint naissant ; sa splendeur marque Jacques Pierre Brissot, qu'elle rencontre en sortant de chez le philosophe. Comme il est timide, elle rentre de nouveau en sa compagnie pour le présenter à Voltaire. Brissot écrit dans ses Mémoires : « En me rappelant le sourire si plein de grâce et de bonté de Madame du Barry, je suis devenu plus indulgent envers la favorite. »
En 1786, Élisabeth Vigée Le Brun, qui a peint plusieurs portraits de Madame du Barry, dit d'elle : « Elle était grande sans l'être trop ; elle avait de l'embonpoint, la gorge un peu forte, mais fort belle ; son visage était encore charmant, ses traits réguliers et gracieux ; ses cheveux étaient cendrés et bouclés comme ceux d'un enfant ; son teint seulement commençait à se gâter. » Deux ans plus tard, en décembre 1788, l'actrice Louise Fleury, qui rencontre Madame du Barry après une représentation, la décrit dans une lettre à la comtesse Fanny Darros : « elle est encore fort belle, quoiqu'elle ne soit plus très jeune. Je lui trouve trop d'embonpoint, mais la coupe de son visage est charmante ; ses yeux sont doux et expressifs, et, lorsqu'elle sourit, elle laisse apercevoir des dents éblouissantes de blancheur. ».
Les gens de Louveciennes aiment beaucoup leur dame, qui est une personne très généreuse et charitable, acceptant d'être marraine aux baptêmes ou témoin aux mariages (Levron).

## Liens avec les Bécu et les du Barry

### Famille Bécu
À Louveciennes, Madame du Barry marie sa cousine Marie-Josèphe, une fille de son oncle Nicolas Bécu, avec Paul Barbara de Labelotterie de Boisséson dit « marquis de Boisséson », major du régiment des dragons de Condé. Jeanne et le duc de Brissac sont marraine et parrain de leur fils Louis-Benoît, né en 1784.
L'historien Emmanuel de Waresquiel précise, dans sa biographie de Jeanne du Barry, que cette soi-disant cousine Marie-Josèphe Bécu de Cantigny, que Jeanne présentait à ses invités à Louveciennes tantôt comme sa nièce, tantôt comme sa soeur, née en 1762 est en fait sa fille.

### Famille du Barry

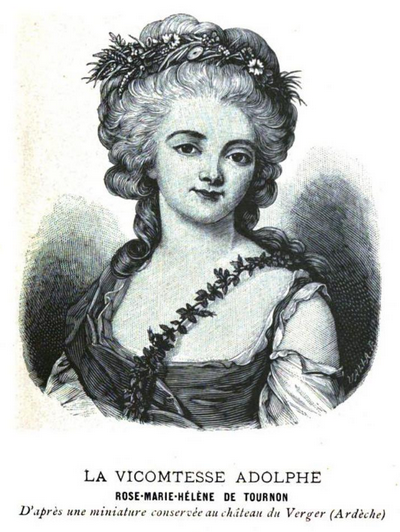
La vicomtesse du Barry, gravure de 1892 d'après F.-H. Drouais (château du Vergier, XVIIIe siècle).

Durant sa période versaillaise, Madame du Barry obtient plusieurs généreuses donations de Louis XV pour le mariage entre son neveu le vicomte Adolphe du Barry, fait écuyer du roi par brevet et vivant auprès d'elle, et Rose-Marie-Hélène de Tournon, de la famille du prince de Soubise mais sans fortune. Le mariage est célébré dans la chapelle du château de Versailles le 19 juillet 1773, et la vicomtesse du Barry est présentée à la famille royale à Compiègne le 1er août, chaperonnée par la duchesse de Laval et la comtesse de Montmorency.

## Titres, armes et devise

### Titulatures
De naissance roturière, Jeanne Bécu, dite de Cantigny ou (Gomard) de Vaubernier, n'a aucun titre de noblesse. Elle porte par mariage le titre de son époux et son titre officiel est « Madame la comtesse du Barry ». Elle porte successivement le nom puis le titre de :
- 19 août 1743 — 1er septembre 1768 : Mademoiselle Jeanne Bécu ;
- 2 septembre 1768 — 9 décembre 1793 : Madame la comtesse du Barry.

### Armoiries

Armes de Jeanne Bécu en tant que comtesse du Barry (1768).

Madame du Barry reprenait les armes des Gomard de Vaubernier : « D'azur au chevron d'or, surmonté d'un geai sommé d'une lettre G majuscule, accompagné de deux roses en chef et d'une main dextre en pointe, le tout d'argent ».
Appartenant à la Maison du Barry par mariage, elle combine les armoiries des Gomard de Vaubernier à celles des du Barry telles que revendiquées par Jean du Barry, qu'il a reprise de la famille britannique de Barrymore, dont il prétend descendre : « D'argent à trois barres jumelles de gueule, au cimier d'une couronne surmontée d'un château d'argent, et issant d'icelle une tête de loup de sable, colletés d'une couronne ducale et enchaînés d'or avec la devise : Boutez en avant. »

## Médisances, jalousies et anecdotes

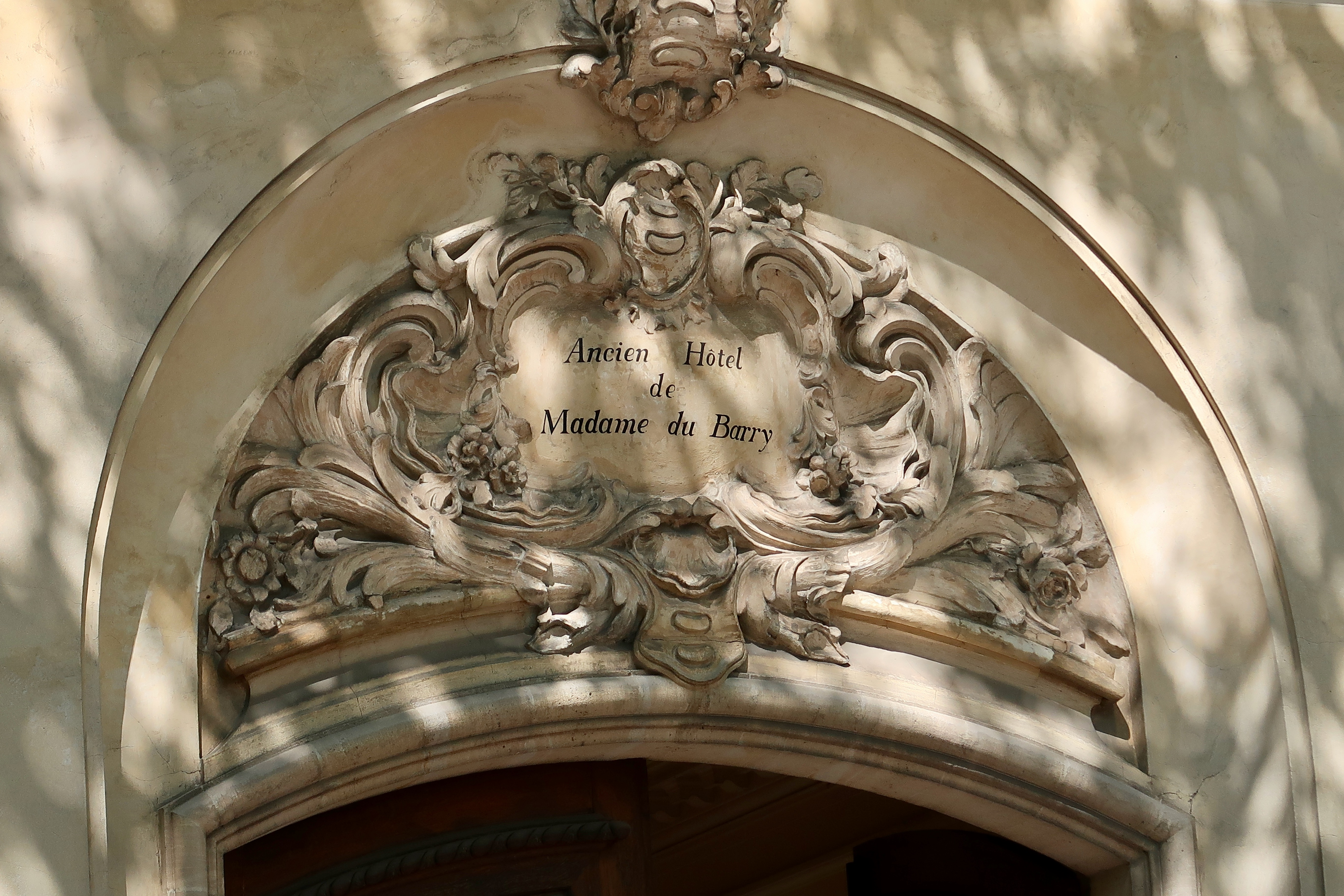
Fronton de l'ancien hôtel de Madame du Barry, au 21 avenue de Paris à Versailles.

Madame du Barry fut énormément calomniée, en raison de ses origines modestes[réf. souhaitée] qui à l'époque étaient considérées comme une incongruité à la cour. Déjà Madame de Pompadour, pourtant issue d'une classe nettement supérieure, fut violemment rejetée par les courtisans pour la faveur que lui réserva Louis XV malgré la petite noblesse de sa famille. Les critiques se déchaînèrent donc à l'arrivée au poste de favorite d'une femme clairement issue du peuple. C'est ainsi que l'on peut interpréter l'hostilité violente de la jeune Marie-Antoinette[réf. souhaitée], malgré les conseils de modération de sa propre mère l'impératrice d'Autriche (qui lui faisait remarquer qu'en tant que dauphine d'une part, et de très jeune femme ne connaissant pas la vie d'autre part, elle n'avait pas à remettre en cause le choix du souverain[réf. souhaitée]), conseils dont la future reine ne tint aucun compte. Elle refusera longtemps d'adresser la parole à la favorite, et ne finit par s'y résoudre que sous la menace de Louis XV.
La plupart des anecdotes sur Madame du Barry proviennent de l'esprit malveillant de ceux qu'elle avait gênés dans leurs ambitions, notamment Mathieu-François Pidansat de Mairobert, pamphlétaire virulent. Elles émaillent les Mémoires secrets et semblent avoir été destinées à amuser ou indigner, mais n'ont aucune valeur historique.
Ainsi, celle-ci rapportée par Mathieu-François Pidansat de Mairobert : le surnom que Madame du Barry donnait à son royal amant était La France. Un beau matin de 1773, le roi, qui ne dédaignait pas de préparer lui-même son café, le laissa s'échapper s’attirant cette apostrophe de la favorite : « Hé, La France ! Ton café fout le camp ! », ce qui était de très mauvais goût (voire une insolence envers la majesté royale) après la perte des colonies en 1763 au terme de la guerre de Sept Ans. En fait, la comtesse du Barry s'adressait à son valet de pied surnommé La France à cause de sa région d'origine, l’Île-de-France.

## Galerie
François-Hubert Drouais, peintre du roi et protégé par sa maîtresse, fait plusieurs portraits de Madame du Barry, consignés dans son Mémoire des ouvrages de peinture commandés par Madame la Comtesse du Barry. Certains seront des variantes d'autres ; Anne-Françoise Doré, son épouse, réalisera des copies, qui sont généralement ni signées ni datées.

### Portraits par François-Hubert Drouais
Quand elle s'installe à Versailles en décembre 1768, Madame du Barry commande à Drouais le portrait ovale « en Flore » ; en 1769, Drouais fait un portrait « en homme », où elle est en habit de chasse. Les deux œuvres sont exposées au Salon de peinture et de sculpture la même année, sous la cote no 60, et furent très regardés.
Toujours en 1769, l'atelier de François-Hubert Drouais fait l'unique copie connue du portrait « en Flore », aujourd'hui conservée à la Galerie nationale d'art de Washington. La copie est envoyée en Angleterre avec l'original du portrait « en homme » pour un commanditaire inconnu. Charles-Étienne Gaucher utilisera la copie d'« en Flore » pour le graver dès 1770, et Jacques Firmin Beauvarlet grave dès 1769 celui « en homme », aujourd'hui perdu.
En 1770, Drouais note un second portrait « en Flore », peint de différentes manières. Une représentation d'après nature de Madame du Barry, autrefois conservée par lord Lonsdale et lord Hindlip, est aujourd'hui dans une collection particulière ; la comtesse apparaît en chemise transparente avec une corbeille de fleurs.
Un autre portrait ovale de Madame du Barry (chemise transparente, roses piquées dans les cheveux, couronne de roses dans la main droite et une rose dans la gauche) est commandée par Nicolas Beaujon pour 1200 livres, ce serait celui conservé au musée du Prado de Madrid (Espagne). Ce tableau diffère beaucoup du premier ; selon Juillette Trey, la version du Prado est la copie de 1200 livres mentionnée par Drouais dans son Mémoire : la composition étant différente et plus élaborée, le peintre signe et fait payer le prix d'un original.
En 1773, Drouais peint une nouvelle version, rectangulaire, à la demande de sa protectrice pour le duc d'Aiguillon ; Madame du Barry est en drapé bleu-blanc et tient une guirlande de fleurs. Cette troisième copie est présentée au Salon de 1773, côte no 80, et est aujourd'hui conservée au Beaux-Arts d'Agen. Bien que très critiqué en mal, il fut le plus copié des portraits « en Flore ».
F.-H. Drouais peint Madame du Barry en pied, comme muse protectrices des arts, en 1771. Présenté au Salon, il fait scandale car elle était vêtue d'une draperie légère et transparente ; Madame du Barry demanda à ce qu'on le retire et qu'il soit retouché. Il fut copié pour le landgrave de Hasse-Cassel et N. Beaujon, l'original est conservé à la chambre de commerce et d'industrie de Versailles.

Les portraits de Madame du Barry par F.-H. Drouais.
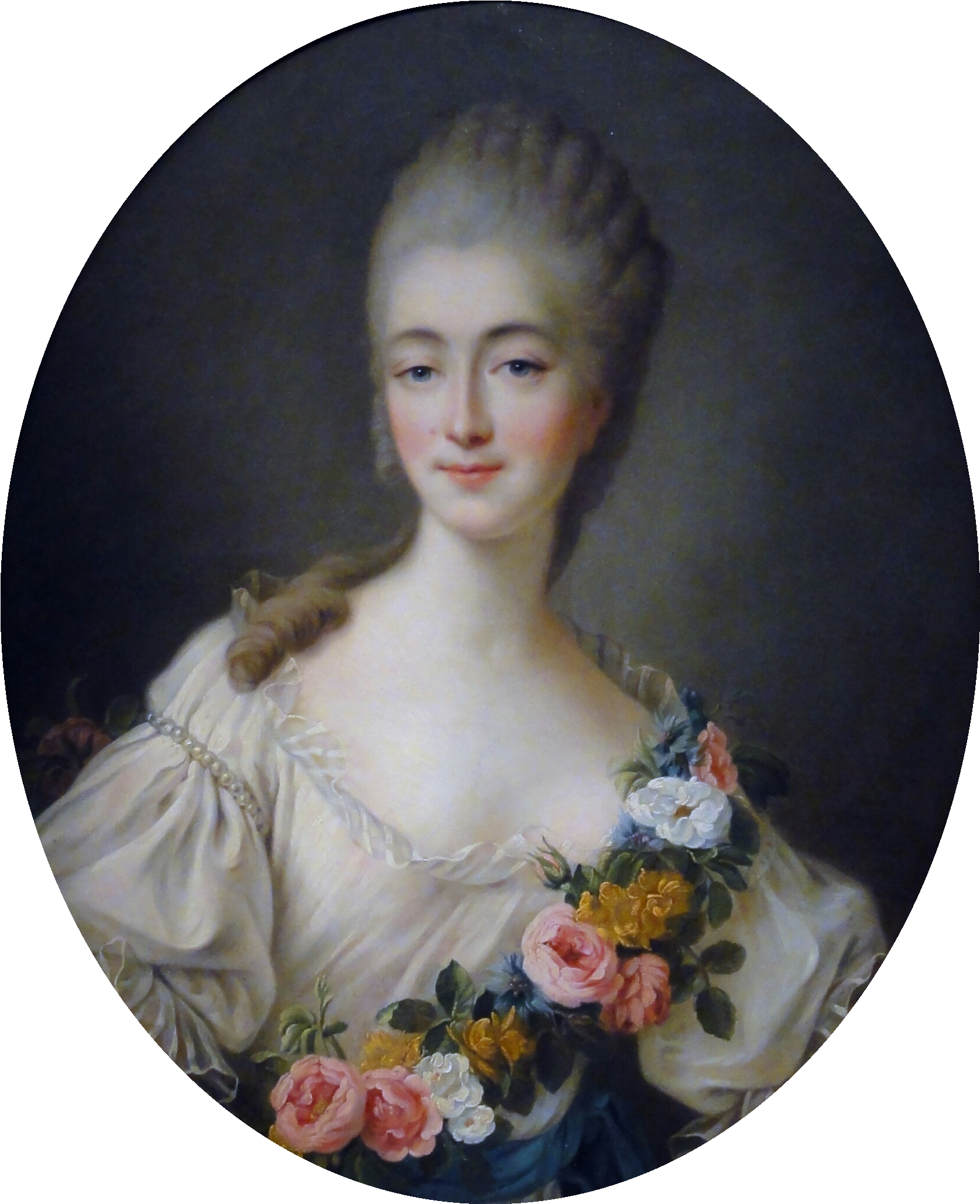
La comtesse du Barry en Flore, copie conservée à la Galerie nationale d'art des États-Unis (1769).
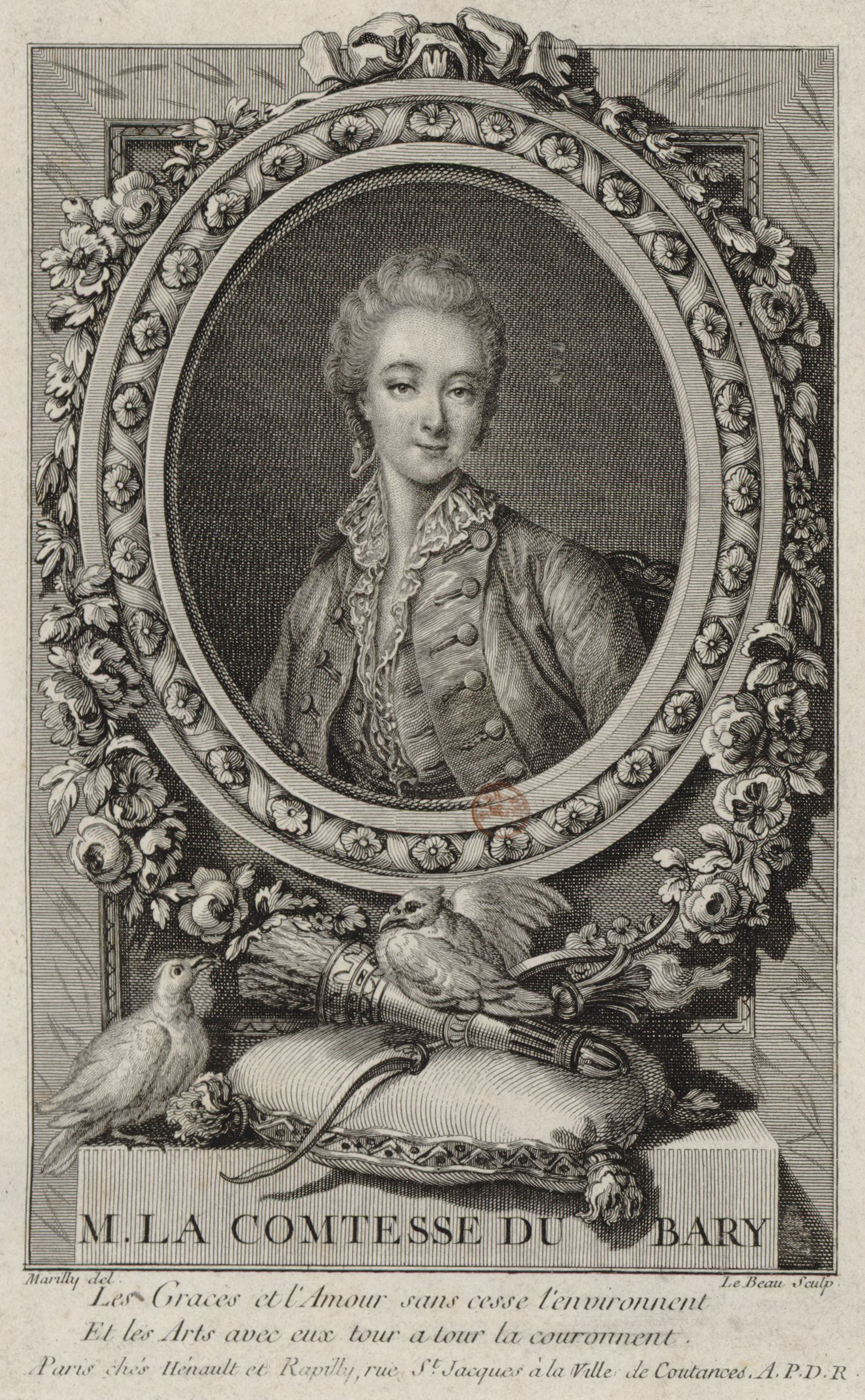
Gravure de Madame du Barry « en homme » par Pierre Adrien Le Beau (1770-1780).
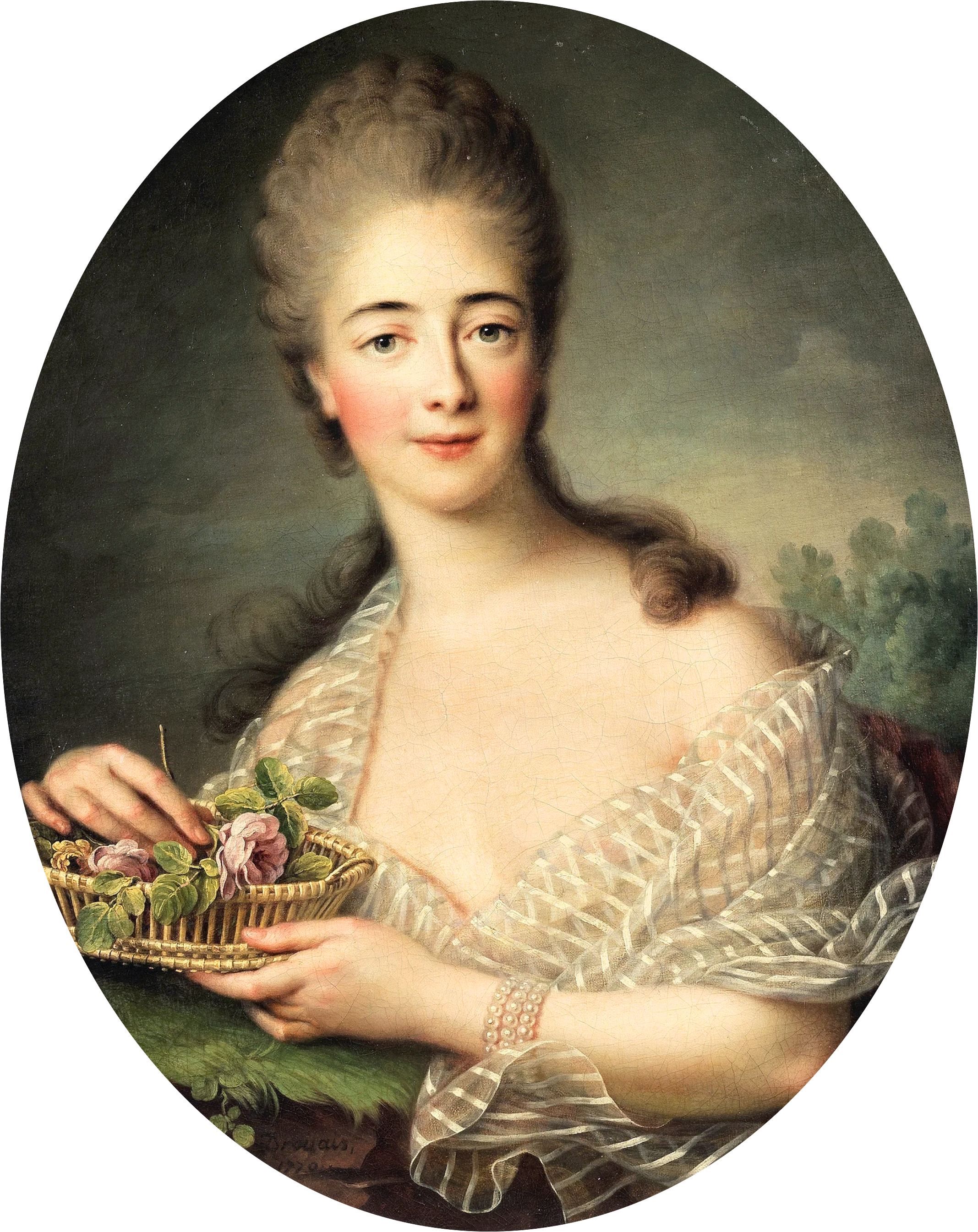
Madame du Barry en Flore, ou tenant une corbeille de rose (première version, collection particulière, 1770).
Madame du Barry en Flore (deuxième version, musée du Prado, 1770).
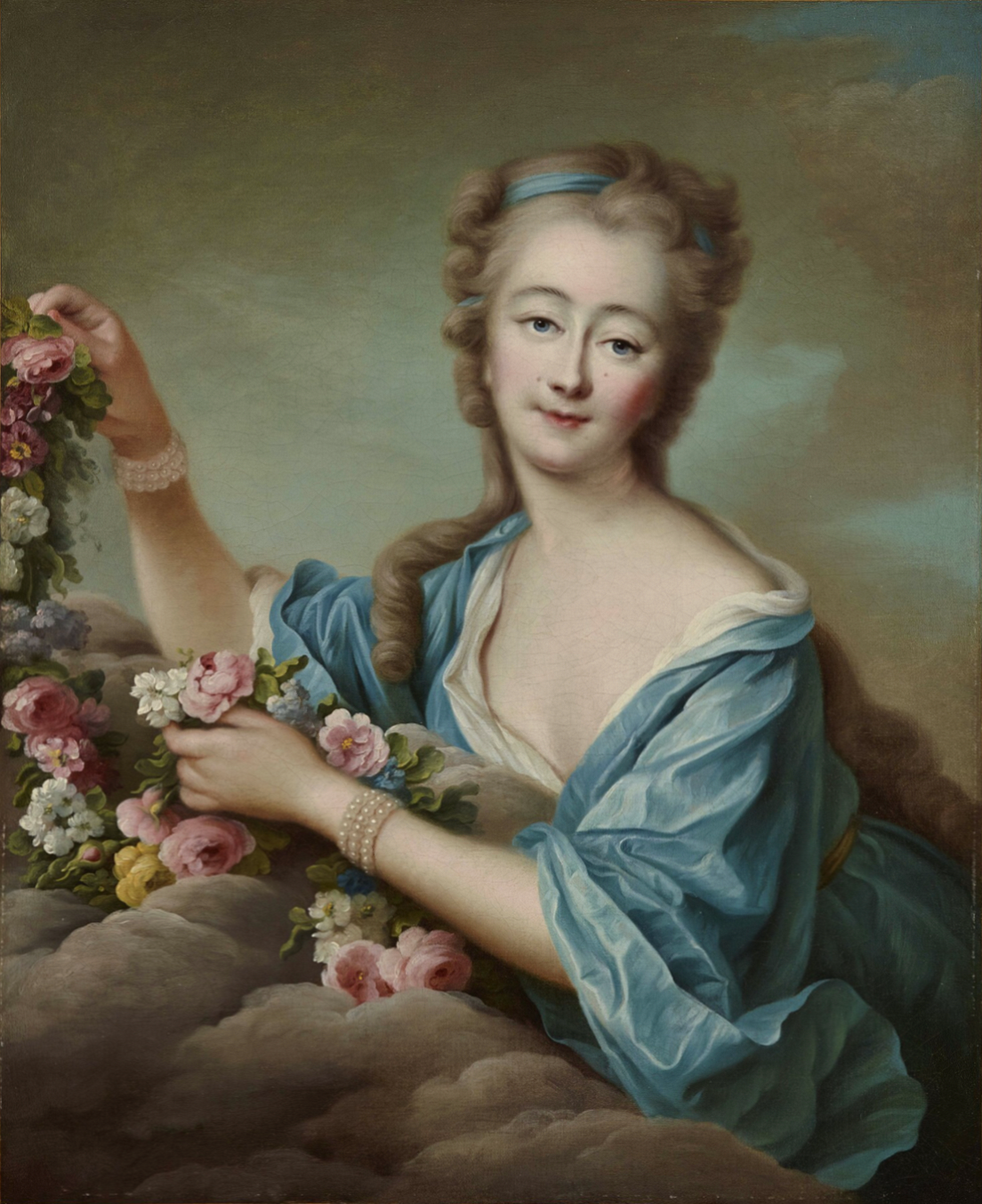
Madame du Barry en Flore (troisième version, musée des Beaux-Arts d'Agen, 1773).

### Autres portraitistes
En 1771, Jean-Baptiste Greuze peint Madame du Barry de façon désinvolte, vêtue d'une simple robe du soir, les cheveux détachés ; le portrait est actuellement dans une collection particulière. Il avait peint un autre portrait sur un ovale et qui figurait dans la collection d'Alfred Charles de Rothschild, mais dont la localisation actuelle est inconnue. En 1775, Jean-Baptiste André Gautier-Dagoty la peint recevant une tasse de café de son esclave Zamor.
Élisabeth Vigée Le Brun peint trois portraits de Madame du Barry durant sa période à Louveciennes. Le premier de trois-quarts, vêtue d'une en robe de gaze avec un chapeau de paille en 1781, conservé au musée d'Art de Philadelphie ; il sera le plus copié. Le second en 1782, actuellement conservé à la Galerie nationale d'art de Washington, la représente dans une robe blanche, une couronne de fleurs dans la main gauche et le bras reposant sur un piédestal, coiffée de fleurs et de plumes d'autruche. La peinteresse sera fort agacée que le général auquel son tableau appartenait avait fait retoucher son œuvre en ajoutant du rouge aux joues de Madame du Barry. Le troisième portrait, destiné au duc de Brissac, est commencé en septembre 1789 : Vigée Le Brun avait fait le visage, les bras et la taille étaient tracés. En raison de la Révolution, elle laissa son œuvre en France ; le comte de Narbonne était entré en possession du tableau, alors il le rendit à son autrice qui le termine en 1814.

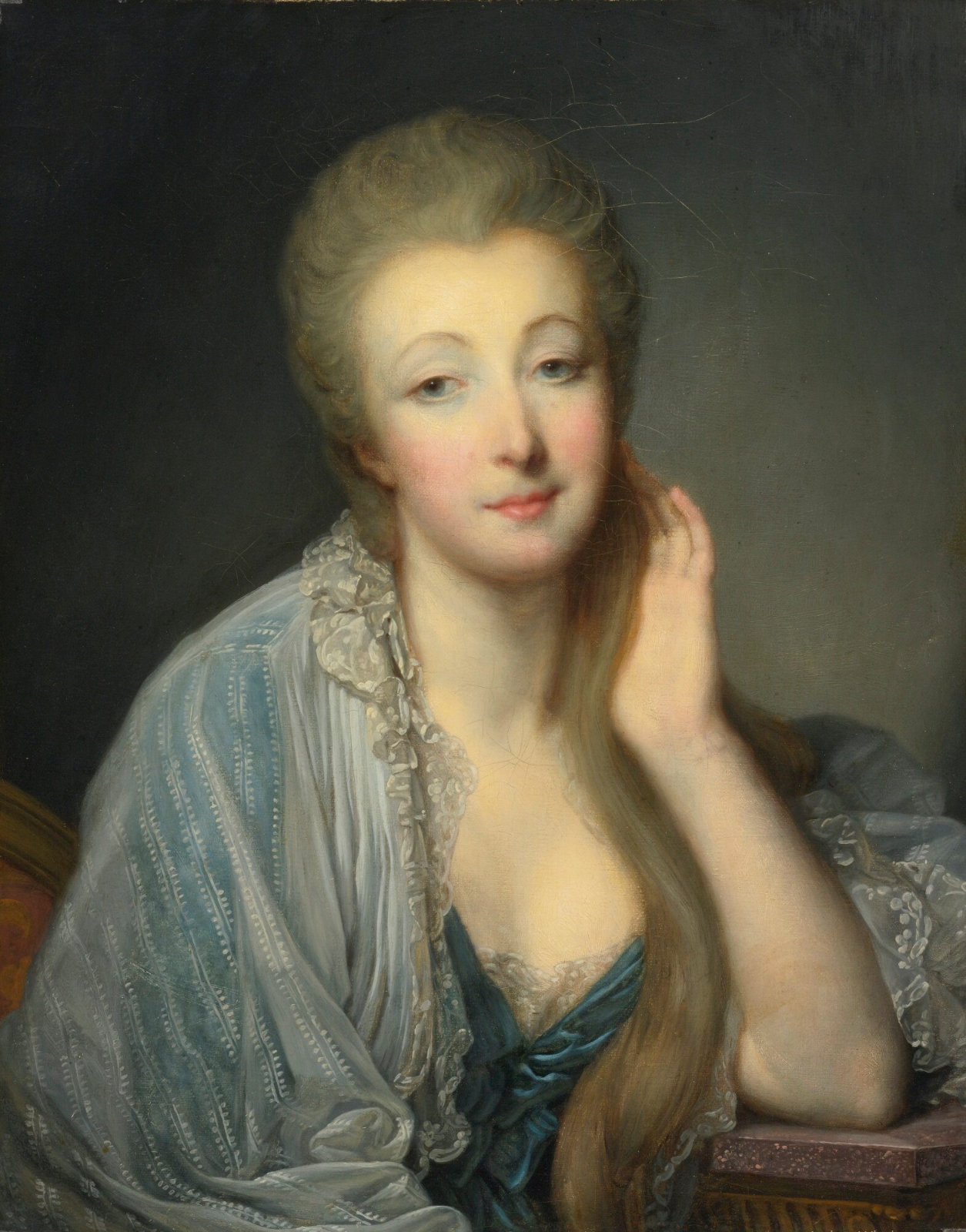
La comtesse du Barry par Jean-Baptiste Greuze (collection particulière, 1771).
Madame du Barry par Élisabeth Vigée Le Brun (musée d'Art de Philadelphie, 1781).
Madame du Barry par Élisabeth Vigée Le Brun (galerie nationale d'art de Washington, 1782.).
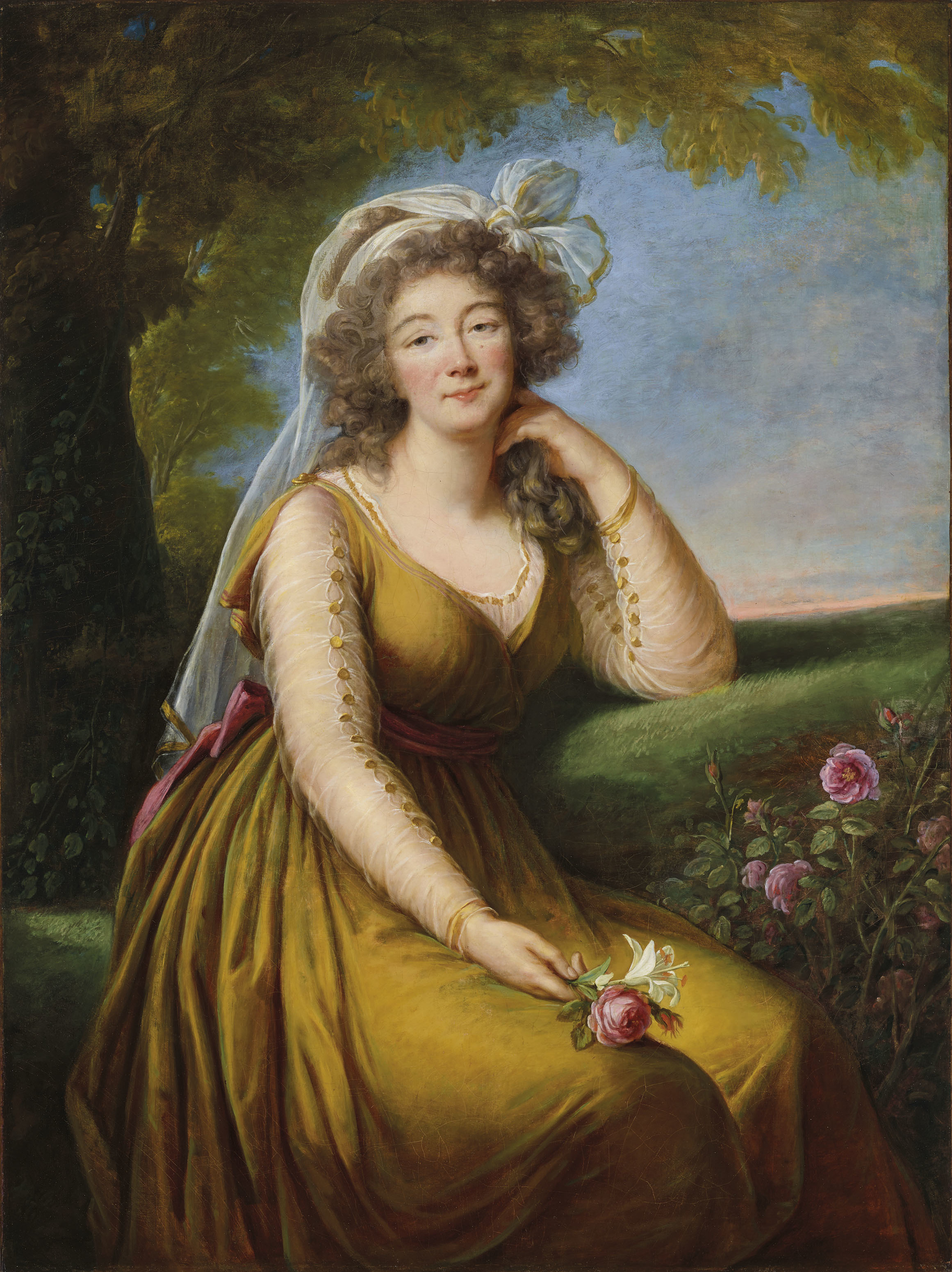
Madame du Barry par Élisabeth Vigée Le Brun (collection particulière, 1789-1814).

## Postérité

### Descendance
L'historien Emmanuel de Waresquiel affirme dans le podcast de Philippe Collin diffusé sur France Inter Jeanne du Barry, faste et solitude que la comtesse a eu une fille, Marie-Josèphe Bécu de Cantigny, née en 1762. Celle-ci épouse Paul-Mathieu Barbara de Labelotterie de Boisséson, avec lequel elle émigre pendant la Révolution.

### Littérature
Dans son Dictionnaire des idées reçues (œuvre posthume publiée en 1913), Gustave Flaubert définit le mot gras en ces termes : « Les personnes grasses n'ont pas besoin d'apprendre à nager. Font le désespoir des bourreaux parce qu'elles offrent des difficultés d'exécution. Ex : la du Barry. »

### Gastronomie
Louis Signot, cuisinier de Madame du Barry, créa[réf. nécessaire] pour satisfaire sa gourmandise une recette de soupe veloutée au chou-fleur qui porte son nom : le potage Dubarry.
Par extension, « à la Dubarry (ou du Barry) » désigne une préparation au chou-fleur.

### Musique
- Du Barry Was a Lady, comédie musicale de Cole Porter ;
- Gräfin Dubarry (en français : La Comtesse Dubarry), opérette de Carl Millöcker ;
- Madame du Barry, comédie en trois actes, mêlée de couplets par Jacques-François Ancelot.

### Cinéma

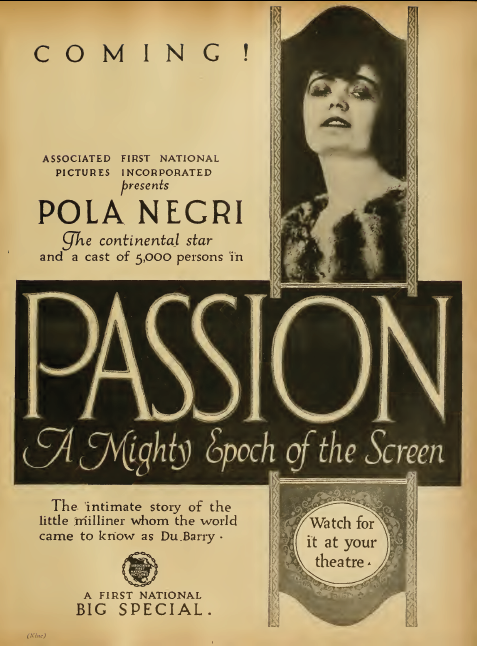
Affiche du film Passion (1919) d'Ernst Lubitsch.

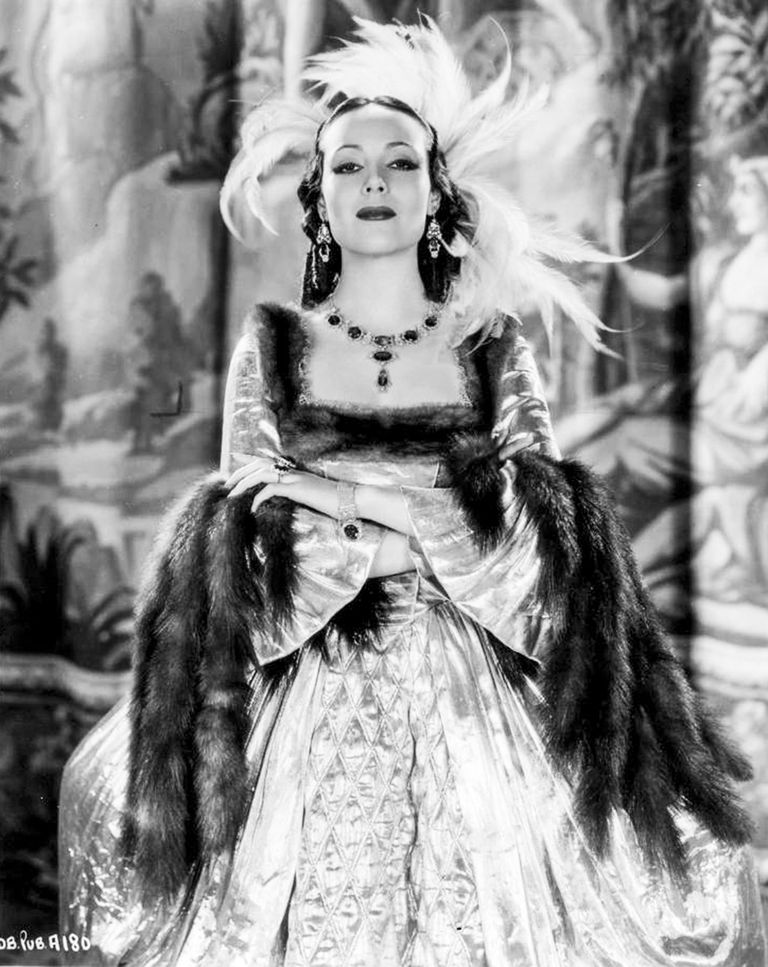
Dolores del Río dans Madame du Barry (1934).

- 1914 : La Du Barry, film muet italien d'Edoardo Bencivenga
- 1917 : Madame du Barry, film muet américain de J. Gordon Edwards avec Theda Bara
- 1919 : Passion (Madame Dubarry), film muet allemand d'Ernst Lubitsch avec Pola Negri
- 1928 : Madame DuBarry, court-métrage américain de Roy William Neill avec Priscilla Dean
- 1930 : Du Barry, Woman of Passion, film américain de Sam Taylor avec Norma Talmadge
- 1934 : Madame du Barry, film américain de William Dieterle avec Dolores del Río
- 1935 : I Give My Heart, film britannique de Marcel Varnel avec Gitta Alpar
- 1938 : Marie-Antoinette, film américain de W. S. Van Dyke avec Gladys George
- 1943 : La Du Barry était une dame (Du Barry was a Lady), film américain de Roy Del Ruth avec Lucille Ball
- 1951 : Die Dubarry, film allemand de Georg Wildhagen et Reinhold Schünzel avec Sari Barabas
- 1954 : Madame du Barry, film franco-italien de Christian-Jaque avec Martine Carol
- 2006 : Marie-Antoinette, film américain de Sofia Coppola avec Asia Argento
- 2023 : Jeanne du Barry, film français de et avec Maïwenn

### Télévision
- 1972 : Joseph Balsamo, mini-série française en sept épisodes d'André Hunebelle avec Louise Marleau
- 1975 : Marie-Antoinette, série télévisée française de Guy Lefranc avec Michèle Grellier
- 2009 : Louis XV, le Soleil noir, téléfilm français de Thierry Binisti avec Coralie Revel
- 2016 : La Du Barry : coup de foudre à Versailles, épisode de l'émission française Secrets d'histoire sur France 2, diffusé le 15 novembre 2016 et rediffusée le 8 janvier 2019[27].
- 2022 : Marie-Antoinette : premiers pas à la Cour, série télévisée franco-britannique de Deborah Devis avec Gaia Weiss. Diffusé sur Canal+ en France.

### Bande dessinée
- Riyoko Ikeda, La Rose de Versailles, Lady Oscar ;
- Shin'ichi Sakamoto, Innocent ;
- Kumiko Suekane, Versailles of the Dead.